# Liste der Länderspiele der Fußballnationalmannschaft von Trinidad und Tobago

Das Logo der Trinidad and Tobago Football Federation (TTFF)

Diese Liste enthält alle offiziellen, von der FIFA anerkannten Spiele der Fußballnationalmannschaft von Trinidad und Tobago.

## 1905 bis 1909
| Nr. | Datum      | Gegner           | Resultat | Anlass             | Austragungsort | Bemerkungen                                         |
| --- | ---------- | ---------------- | -------- | ------------------ | -------------- | --------------------------------------------------- |
| *   | 21.07.1905 | Britisch-Guayana | 4:1      | Freundschaftsspiel | ? (GUA)        | Erstes Länderspiel, Erstes Länderspiel gegen Guyana |

## 1920 bis 1929
| Nr. | Datum      | Gegner           | Resultat | Anlass             | Austragungsort | Bemerkungen                       |
| --- | ---------- | ---------------- | -------- | ------------------ | -------------- | --------------------------------- |
| *   | 1923       | Britisch-Guayana | 1:1      | Freundschaftsspiel | ? (TRI)        |                                   |
| *   | 1923       | Britisch-Guayana | 1:0      | Freundschaftsspiel | ? (TRI)        |                                   |
| *   | 1923       | Britisch-Guayana | 2:0      | Freundschaftsspiel | ? (TRI)        |                                   |
| *   | 16.02.1925 | Britisch-Guayana | 3:1      | Freundschaftsspiel | ? (GUA)        |                                   |
| *   | 20.02.1925 | Britisch-Guayana | 1:2      | Freundschaftsspiel | ? (GUA)        |                                   |
| *   | 22.02.1925 | Britisch-Guayana | 1:0      | Freundschaftsspiel | ? (GUA)        |                                   |
| *   | 20.04.1929 | Barbados         | 0:3      | Freundschaftsspiel | ? (BAR)        | Erstes Länderspiel gegen Barbados |
| *   | 22.04.1929 | Barbados         | 0:2      | Freundschaftsspiel | ? (BAR)        |                                   |
| *   | 24.04.1929 | Barbados         | 1:2      | Freundschaftsspiel | ? (BAR)        |                                   |
| *   | 26.10.1929 | Britisch-Guayana | 0:0      | Freundschaftsspiel | ? (TRI)        |                                   |
| *   | 02.11.1929 | Britisch-Guayana | 0:1      | Freundschaftsspiel | ? (TRI)        |                                   |
| *   | 03.11.1929 | Britisch-Guayana | 3:1      | Freundschaftsspiel | ? (TRI)        |                                   |
| *   | 11.11.1929 | Britisch-Guayana | 1:1      | Freundschaftsspiel | ? (TRI)        |                                   |
| *   | 12.11.1929 | Britisch-Guayana | 0:1      | Freundschaftsspiel | ? (TRI)        |                                   |

## 1930 bis 1939
| Nr. | Datum        | Gegner                | Resultat | Anlass             | Austragungsort | Bemerkungen                       |
| --- | ------------ | --------------------- | -------- | ------------------ | -------------- | --------------------------------- |
| *   | 05.03.1931   | Britisch-Guayana      | 1:2      | Freundschaftsspiel | ?              |                                   |
| *   | 06.03.1931   | Barbados              | 5:1      | Freundschaftsspiel | ?              |                                   |
| *   | 08.03.1931   | Britisch-Guayana      | 0:2      | Freundschaftsspiel | ? (GUY)        |                                   |
| *   | 09.03.1931   | Barbados              | 7:1      | Freundschaftsspiel | ?              |                                   |
| *   | 15.04.1932   | Britisch-Guayana      | 0:1      | Freundschaftsspiel | ?              |                                   |
| *   | 17.04.1932   | Barbados              | 0:1      | Freundschaftsspiel | ? (BAR)        |                                   |
| *   | 23.04.1932   | Britisch-Guayana      | 2:1      | Freundschaftsspiel | ?              |                                   |
| *   | 26.04.1932   | Barbados              | 3:1      | Freundschaftsspiel | ? (BAR)        |                                   |
| *   | 23.10.1933   | Barbados              | 8:4      | Freundschaftsspiel | ? (TRI)        |                                   |
| *   | 24.10.1933   | Britisch-Guayana      | 2:0      | Freundschaftsspiel | ? (TRI)        |                                   |
| *   | 27.10.1933   | Britisch-Guayana      | 1:1      | Freundschaftsspiel | ? (TRI)        |                                   |
| *   | 30.10.1933   | Britisch-Guayana      | 1:0      | Freundschaftsspiel | ? (TRI)        |                                   |
| *   | 02.11.1933   | Barbados              | 3:1      | Freundschaftsspiel | ? (TRI)        |                                   |
| *   | 07.11.1933   | Barbados              | 6:0      | Freundschaftsspiel | ?              |                                   |
| *   | 06.08.1934   | Niederländisch-Guyana | 3:3      | Freundschaftsspiel | ? (TRI)        | Erstes Länderspiel gegen Suriname |
| *   | 1935         | Niederländisch-Guyana | 3:0      | Freundschaftsspiel | ? (GUY)        |                                   |
| *   | 30.05.1935   | Curaçao               | 3:1      | Freundschaftsspiel | ? (TRI)        | Erstes Länderspiel gegen Curaçao  |
| *   | 15.12.1935   | Curaçao               | 1:3      | Freundschaftsspiel | ? (CUR)        |                                   |
| *   | 28.12.1935   | Jamaika               | 3:2      | Freundschaftsspiel | ? (JAM)        | Erstes Länderspiel gegen Jamaika  |
| *   | 04.01.1936   | Jamaika               | 1:0      | Freundschaftsspiel | ? (JAM)        |                                   |
| *   | 11.01.1936   | Jamaika               | 2:1      | Freundschaftsspiel | ? (JAM)        |                                   |
| *   | 30.01.1936   | Curaçao               | 2:4      | Freundschaftsspiel | ?              |                                   |
| *   | Februar 1936 | Curaçao               | 3:0      | Freundschaftsspiel | ? (TRI)        |                                   |
| *   | 05.01.1937   | Britisch-Guayana      | 3:0      | Freundschaftsspiel | ? (SUR)        |                                   |
| *   | 06.01.1937   | Niederländisch-Guyana | 1:1      | Freundschaftsspiel | ? (SUR)        |                                   |
| *   | 08.01.1937   | Niederländisch-Guyana | 3:3      | Freundschaftsspiel | ? (SUR)        |                                   |
| *   | 09.01.1937   | Niederländisch-Guyana | 2:2      | Freundschaftsspiel | ? (SUR)        |                                   |
| *   | 11.01.1937   | Britisch-Guayana      | 3:2      | Freundschaftsspiel | ? (SUR)        |                                   |
| *   | 31.03.1937   | Britisch-Guayana      | 1:1      | Freundschaftsspiel | ? (SUR)        |                                   |
| *   | 01.04.1937   | Britisch-Guayana      | 3:0      | Freundschaftsspiel | ? (SUR)        |                                   |
| *   | 03.04.1938   | Niederländisch-Guyana | 1:0      | Freundschaftsspiel | ? (SUR)        |                                   |
| *   | 04.04.1938   | Niederländisch-Guyana | 0:3      | Freundschaftsspiel | ? (SUR)        |                                   |
| *   | 08.04.1938   | Niederländisch-Guyana | 0:1      | Freundschaftsspiel | ? (SUR)        |                                   |
| *   | 16.07.1938   | Niederländisch-Guyana | 1:2      | Freundschaftsspiel | ? (TRI)        |                                   |

## 1940 bis 1949
| Nr. | Datum      | Gegner                         | Resultat | Anlass             | Austragungsort       | Bemerkungen                                             |
| --- | ---------- | ------------------------------ | -------- | ------------------ | -------------------- | ------------------------------------------------------- |
| *   | 11.04.1942 | Barbados                       | 3:3      | Freundschaftsspiel | ? (BAR)              |                                                         |
| *   | 1944       | Barbados                       | 4:1      | Freundschaftsspiel | Bridgetown (BAR)     |                                                         |
| *   | 1944       | Barbados                       | 5:0      | Freundschaftsspiel | Port of Spain        |                                                         |
| *   | 1944       | Barbados                       | 1:1      | Freundschaftsspiel | Bridgetown (BAR)     |                                                         |
| *   | 1944       | Barbados                       | 1:1      | Freundschaftsspiel | Bridgetown (BAR)     |                                                         |
| *   | 1945       | Britisch-Guayana               | 1:0      | Freundschaftsspiel | Port of Spain        |                                                         |
| *   | 1945       | Britisch-Guayana               | 3:0      | Freundschaftsspiel | Port of Spain        |                                                         |
| *   | 1945       | Britisch-Guayana               | 3:0      | Freundschaftsspiel | Port of Spain        |                                                         |
| *   | 05.10.1945 | Barbados                       | 3:0      | Freundschaftsspiel | Port of Spain        |                                                         |
| *   | 10.10.1945 | Barbados                       | 6:1      | Freundschaftsspiel | Port of Spain        |                                                         |
| *   | 11.02.1947 | Jamaika                        | 0:0      | Freundschaftsspiel | Kingston (JAM)       |                                                         |
| *   | 15.02.1947 | Jamaika                        | 1:2      | Freundschaftsspiel | Kingston (JAM)       |                                                         |
| *   | 19.02.1947 | Jamaika                        | 0:1      | Freundschaftsspiel | Kingston (JAM)       |                                                         |
| *   | 22.02.1947 | Jamaika                        | 2:1      | Freundschaftsspiel | Kingston (JAM)       |                                                         |
| *   | 26.02.1947 | Jamaika                        | 3:1      | Freundschaftsspiel | Kingston (JAM)       |                                                         |
| *   | 03.11.1947 | Jamaika                        | 1:0      | Freundschaftsspiel | San Fernando         |                                                         |
| *   | 05.11.1947 | Britisch-Guayana               | 1:2      | Freundschaftsspiel | Port of Spain        |                                                         |
| *   | 08.11.1947 | Jamaika                        | 6:0      | Freundschaftsspiel | Port of Spain        |                                                         |
| *   | 12.11.1947 | Jamaika                        | 2:1      | Freundschaftsspiel | San Fernando         |                                                         |
| *   | 14.11.1947 | Britisch-Guayana               | 2:0      | Freundschaftsspiel | Port of Spain        |                                                         |
| *   | 1948       | St. Vincent und die Grenadinen | 1:1      | Freundschaftsspiel | Kingstown (VIN)      | Erstes Länderspiel gegen St. Vincent und die Grenadinen |
| *   | 1948       | St. Vincent und die Grenadinen | 2:2      | Freundschaftsspiel | Kingstown (VIN)      |                                                         |
| *   | 1948       | St. Vincent und die Grenadinen | 2:1      | Freundschaftsspiel | Kingstown (VIN)      |                                                         |
| *   | 1948       | Jamaika                        | 1:3      | Freundschaftsspiel | Kingston (JAM)       |                                                         |
| *   | 1948       | Jamaika                        | 2:1      | Freundschaftsspiel | Kingston (JAM)       |                                                         |
| *   | 12.03.1948 | Niederländisch-Guyana          | 2:0      | Freundschaftsspiel | Paramaribo (SUR)     |                                                         |
| *   | 14.03.1948 | Niederländisch-Guyana          | 0:0      | Freundschaftsspiel | Paramaribo (SUR)     |                                                         |
| *   | 16.03.1948 | Niederländisch-Guyana          | 0:1      | Freundschaftsspiel | Paramaribo (SUR)     |                                                         |
| *   | 17.04.1949 | Haiti                          | 2:3      | Freundschaftsspiel | Port-au-Prince (HAI) | Erstes Länderspiel gegen Haiti                          |
| *   | 20.04.1949 | Haiti                          | 2:2      | Freundschaftsspiel | Port-au-Prince (HAI) |                                                         |
| *   | 26.04.1949 | Haiti                          | 0:5      | Freundschaftsspiel | Port-au-Prince (HAI) |                                                         |
| *   | 02.05.1949 | Jamaika                        | 1:3      | Freundschaftsspiel | Kingston (JAM)       |                                                         |
| *   | 04.05.1949 | Jamaika                        | 1:2      | Freundschaftsspiel | Kingston (JAM)       |                                                         |
| *   | 07.05.1949 | Jamaika                        | 2:1      | Freundschaftsspiel | Kingston (JAM)       |                                                         |
| *   | 09.05.1949 | Puerto Rico                    | 8:2      | Freundschaftsspiel | San Juan (PUR)       | Erstes Länderspiel gegen Puerto Rico                    |
| *   | 11.05.1949 | Puerto Rico                    | 7:0      | Freundschaftsspiel | San Juan (PUR)       |                                                         |

## 1950 bis 1959
| Nr. | Datum      | Gegner                   | Resultat | Anlass             | Austragungsort      | Bemerkungen                                       |
| --- | ---------- | ------------------------ | -------- | ------------------ | ------------------- | ------------------------------------------------- |
| *   | 1950       | Niederländisch-Guyana    | 5:0      | Freundschaftsspiel | Port of Spain       |                                                   |
| *   | 1950       | Niederländisch-Guyana    | 1:1      | Freundschaftsspiel | Port of Spain       |                                                   |
| *   | 1950       | Britisch-Guayana         | 1:0      | Freundschaftsspiel | Georgetown (GUY)    |                                                   |
| *   | 1950       | Guadeloupe               | 7:0      | Freundschaftsspiel | Basse-Terre (GLP)   | Erstes Länderspiel gegen Guadeloupe               |
| *   | 1950       | Niederländische Antillen | 3:2      | Freundschaftsspiel | Port of Spain       | Erstes Länderspiel gegen Niederländische Antillen |
| *   | 1950       | Niederländische Antillen | 5:1      | Freundschaftsspiel | Port of Spain       |                                                   |
| *   | 24.03.1950 | Britisch-Guayana         | 4:1      | Freundschaftsspiel | Georgetown (GUY)    |                                                   |
| *   | 27.03.1950 | Britisch-Guayana         | 0:1      | Freundschaftsspiel | Georgetown (GUY)    |                                                   |
| *   | 10.05.1953 | Jamaika                  | 2:3      | Freundschaftsspiel | Kingston (JAM)      |                                                   |
| *   | 11.08.1953 | Jamaika                  | 1:0      | Freundschaftsspiel | Kingston (JAM)      |                                                   |
| *   | 1955       | Niederländisch-Guyana    | 2:5      | Freundschaftsspiel | Paramaribo (SUR)    |                                                   |
| *   | 1955       | Niederländisch-Guyana    | 1:3      | Freundschaftsspiel | Paramaribo (SUR)    |                                                   |
| *   | 1955       | Niederländisch-Guyana    | 0:3      | Freundschaftsspiel | Paramaribo (SUR)    |                                                   |
| *   | 30.05.1955 | England                  | 0:6      | Freundschaftsspiel | Port of Spain (TRI) | Erstes inoffizielles Länderspiel gegen England    |
| *   | 02.06.1955 | England                  | 1:8      | Freundschaftsspiel | San Fernando (TRI)  | Inoffizielles Länderspiel                         |
| *   | 04.06.1955 | England                  | 0:8      | Freundschaftsspiel | Port of Spain (TRI) | Inoffizielles Länderspiel                         |
| *   | 21.01.1957 | Jamaika                  | 0:2      | Freundschaftsspiel | Kingston (JAM)      |                                                   |
| *   | 26.01.1957 | Jamaika                  | 0:1      | Freundschaftsspiel | Kingston (JAM)      |                                                   |
| *   | 28.01.1957 | Jamaika                  | 1:2      | Freundschaftsspiel | Kingston (JAM)      |                                                   |
| *   | 04.05.1958 | Jamaika                  | 1:0      | Freundschaftsspiel | Port of Spain       |                                                   |
| *   | 11.05.1958 | Jamaika                  | 4:0      | Freundschaftsspiel | Port of Spain       |                                                   |
| *   | 13.05.1958 | Jamaika                  | 0:1      | Freundschaftsspiel | Port of Spain       |                                                   |
| *   | 02.03.1959 | Barbados                 | 2:0      | Freundschaftsspiel | Port of Spain       |                                                   |
| *   | 05.03.1959 | Britisch-Guayana         | 2:1      | Freundschaftsspiel | San Fernando        |                                                   |
| *   | 10.03.1959 | Jamaika                  | 2:1      | Freundschaftsspiel | Port of Spain       |                                                   |

## 1960 bis 1969
| Nr. | Datum      | Gegner                   | Resultat | Anlass                                       | Austragungsort        | Bemerkungen                         |
| --- | ---------- | ------------------------ | -------- | -------------------------------------------- | --------------------- | ----------------------------------- |
| *   | 05.04.1964 | Britisch-Guayana         | 2:1      | Freundschaftsspiel                           | Georgetown (GUY)      |                                     |
| *   | 10.04.1964 | Britisch-Guayana         | 6:1      | Freundschaftsspiel                           | Georgetown (GUY)      |                                     |
| *   | 12.04.1964 | Britisch-Guayana         | 4:1      | Freundschaftsspiel                           | Georgetown (GUY)      |                                     |
| *   | 14.04.1964 | Britisch-Guayana         | 1:1      | Freundschaftsspiel                           | Georgetown (GUY)      |                                     |
| *   | 18.04.1964 | Britisch-Guayana         | 2:1      | Freundschaftsspiel                           | Georgetown (GUY)      |                                     |
| *   | 07.02.1965 | Niederländisch-Guayana   | 4:1      | Fußball-Weltmeisterschaft 1966/Qualifikation | Port of Spain         |                                     |
| *   | 21.02.1965 | Costa Rica               | 0:4      | Fußball-Weltmeisterschaft 1966/Qualifikation | San José (CRC)        | Erstes Länderspiel gegen Costa Rica |
| *   | 07.03.1965 | Costa Rica               | 0:1      | Fußball-Weltmeisterschaft 1966/Qualifikation | Port of Spain         |                                     |
| *   | 14.03.1965 | Niederländisch-Guayana   | 1:6      | Fußball-Weltmeisterschaft 1966/Qualifikation | Paramaribo (SUR)      |                                     |
| *   | 05.08.1965 | Jamaika                  | 0:4      | Freundschaftsspiel                           | Kingston (JAM)        |                                     |
| *   | 11.06.1966 | Niederländisch-Guayana   | 3:2      | Freundschaftsspiel                           | Port-au-Prince (HAI)  |                                     |
| *   | 13.06.1966 | Niederländische Antillen | 1:0      | Freundschaftsspiel                           | Port-au-Prince (HAI)  |                                     |
| *   | 15.06.1966 | Jamaika                  | 4:1      | Freundschaftsspiel                           | Port-au-Prince (HAI)  |                                     |
| *   | 18.06.1966 | Haiti                    | 0:1      | Freundschaftsspiel                           | Port-au-Prince (HAI)  |                                     |
| *   | 20.06.1966 | Guadeloupe               | 2:1      | Freundschaftsspiel                           | Port-au-Prince (HAI)  |                                     |
| *   | 13.01.1967 | Niederländische Antillen | 2:1      | CONCACAF-Nations-Cup 1967 (Qualifikation)    | Kingston (JAM)        |                                     |
| *   | 16.01.1967 | Haiti                    | 2:4      | CONCACAF-Nations-Cup 1967 (Qualifikation)    | Kingston (JAM)        |                                     |
| *   | 18.01.1967 | Jamaika                  | 1:1      | CONCACAF-Nations-Cup 1967 (Qualifikation)    | Kingston (JAM)        |                                     |
| *   | 20.01.1967 | Kuba                     | 2:1      | CONCACAF-Nations-Cup 1967 (Qualifikation)    | Kingston (JAM)        | Erstes Länderspiel gegen Kuba       |
| *   | 05.03.1967 | Honduras                 | 0:1      | CONCACAF-Nations-Cup 1967                    | Tegucigalpa (HON)     | Erstes Länderspiel gegen Honduras   |
| *   | 08.03.1967 | Haiti                    | 3:2      | CONCACAF-Nations-Cup 1967                    | Tegucigalpa (HON)     |                                     |
| *   | 09.03.1967 | Nicaragua                | 3:1      | CONCACAF-Nations-Cup 1967                    | Tegucigalpa (HON)     | Erstes Länderspiel gegen Nicaragua  |
| *   | 12.03.1967 | Mexiko                   | 0:4      | CONCACAF-Nations-Cup 1967                    | Tegucigalpa (HON)     | Erstes Länderspiel gegen Mexiko     |
| *   | 14.03.1967 | Guatemala                | 0:2      | CONCACAF-Nations-Cup 1967                    | Tegucigalpa (HON)     | Erstes Länderspiel gegen Guatemala  |
| *   | 26.11.1967 | Jamaika                  | 1:0      | Freundschaftsspiel                           | San Fernando          |                                     |
| *   | 02.12.1967 | Jamaika                  | 1:0      | Freundschaftsspiel                           | Port of Spain         |                                     |
| *   | 17.11.1968 | Guatemala                | 0:4      | Fußball-Weltmeisterschaft 1970/Qualifikation | Guatemala-Stadt (GUA) |                                     |
| *   | 23.11.1968 | Haiti                    | 0:4      | Fußball-Weltmeisterschaft 1970/Qualifikation | Port-au-Prince (HAI)  |                                     |
| *   | 20.11.1968 | Guatemala                | 0:0      | Fußball-Weltmeisterschaft 1970/Qualifikation | Guatemala-Stadt (GUA) |                                     |
| *   | 25.11.1968 | Haiti                    | 4:2      | Fußball-Weltmeisterschaft 1970/Qualifikation | Port-au-Prince (HAI)  |                                     |
| *   | 27.11.1969 | Guatemala                | 0:2      | CONCACAF-Nations-Cup 1969                    | San José (CRC)        |                                     |
| *   | 30.11.1969 | Jamaika                  | 3:2      | CONCACAF-Nations-Cup 1969                    | San José (CRC)        |                                     |
| *   | 02.12.1969 | Niederländische Antillen | 1:3      | CONCACAF-Nations-Cup 1969                    | San José (CRC)        |                                     |
| *   | 04.12.1969 | Costa Rica               | 0:5      | CONCACAF-Nations-Cup 1969                    | San José (CRC)        |                                     |
| *   | 07.12.1969 | Mexiko                   | 0:0      | CONCACAF-Nations-Cup 1969                    | San José (CRC)        |                                     |

## 1970 bis 1979
| Nr. | Datum          | Gegner                         | Resultat  | Anlass                                            | Austragungsort       | Bemerkungen                                  |
| --- | -------------- | ------------------------------ | --------- | ------------------------------------------------- | -------------------- | -------------------------------------------- |
| *   | 08.10.1970     | Guyana                         | 1:1       | Freundschaftsspiel                                | Georgetown (GUY)     |                                              |
| *   | 10.10.1970     | Guyana                         | 1:1       | Freundschaftsspiel                                | Georgetown (GUY)     |                                              |
| *   | 13.11.1971     | Venezuela                      | 0:1       | Freundschaftsspiel                                | Caracas (VEN)        | Erstes Länderspiel gegen Venezuela           |
| *   | 26.11.1971     | Mexiko                         | 0:2       | CONCACAF-Nations-Cup 1971                         | Port of Spain        |                                              |
| *   | 29.11.1971     | Costa Rica                     | 3:1       | CONCACAF-Nations-Cup 1971                         | Port of Spain        |                                              |
| *   | 30.11.1971     | Kuba                           | 2:2       | CONCACAF-Nations-Cup 1971                         | Port of Spain        |                                              |
| *   | 01.12.1971     | Honduras                       | 1:1       | CONCACAF-Nations-Cup 1971                         | Port of Spain        |                                              |
| *   | 05.12.1971     | Haiti                          | 1:6       | CONCACAF-Nations-Cup 1971                         | Arima                |                                              |
| *   | 10.11.1972     | Antigua und Barbuda            | 11:1      | Fußball-Weltmeisterschaft 1974/Qualifikation      | Port of Spain        | Erstes Länderspiel gegen Antigua und Barbuda |
| *   | 19.11.1972     | Antigua und Barbuda            | 2:1       | Fußball-Weltmeisterschaft 1974/Qualifikation      | St. John’s (ATG)     |                                              |
| *   | 28.11.1972     | Niederländisch-Guayana         | 2:1       | Fußball-Weltmeisterschaft 1974/Qualifikation      | Port of Spain        |                                              |
| *   | 30.11.1972     | Niederländisch-Guayana         | 1:1       | Fußball-Weltmeisterschaft 1974/Qualifikation      | San Fernando         |                                              |
| *   | 29.11.1973     | Honduras                       | 1:2       | Fußball-Weltmeisterschaft 1974/Qualifikation      | Port-au-Prince (HAI) |                                              |
| *   | 04.12.1973     | Haiti                          | 1:2       | Fußball-Weltmeisterschaft 1974/Qualifikation      | Port-au-Prince (HAI) |                                              |
| *   | 10.12.1973     | Guatemala                      | 1:0       | Fußball-Weltmeisterschaft 1974/Qualifikation      | Port-au-Prince (HAI) |                                              |
| *   | 14.12.1973     | Mexiko                         | 4:0       | Fußball-Weltmeisterschaft 1974/Qualifikation      | Port-au-Prince (HAI) |                                              |
| *   | 17.12.1973     | Niederländische Antillen       | 4:0       | Fußball-Weltmeisterschaft 1974/Qualifikation      | Port-au-Prince (HAI) |                                              |
| *   | 29.08.1974     | Jamaika                        | 1:2       | Freundschaftsspiel                                | New York (USA)       |                                              |
| *   | 10.01.1975     | Niederländisch-Guayana         | 0:3       | Freundschaftsspiel                                | ? (SUR)              |                                              |
| *   | 29.03.1975     | Niederländisch-Guayana         | 0:0       | Freundschaftsspiel                                | ? (TRI)              |                                              |
| *   | 15.08.1976     | Barbados                       | 1:2       | Fußball-Weltmeisterschaft 1978/Qualifikation      | Bridgetown (BRB)     |                                              |
| *   | 31.08.1976     | Barbados                       | 1:0       | Fußball-Weltmeisterschaft 1978/Qualifikation      | Port of Spain        |                                              |
| *   | 14.09.1976     | Barbados                       | 3:1       | Fußball-Weltmeisterschaft 1978/Qualifikation      | Bridgetown (BRB)     |                                              |
| *   | 14.11.1976     | Suriname                       | 1:1       | Fußball-Weltmeisterschaft 1978/Qualifikation      | Paramaribo (SUR)     |                                              |
| *   | 28.11.1976     | Suriname                       | 2:2       | Fußball-Weltmeisterschaft 1978/Qualifikation      | Port of Spain        |                                              |
| *   | 14.09.1976     | Suriname                       | 2:3 n. V. | Fußball-Weltmeisterschaft 1978/Qualifikation      | Cayenne (GUF)        |                                              |
| *   | September 1977 | Guyana                         | 2:1       | Freundschaftsspiel                                | Georgetown (GUY)     |                                              |
| *   | September 1977 | Guyana                         | 2:2       | Freundschaftsspiel                                | Georgetown (GUY)     |                                              |
| *   | 11.09.1977     | Kanada                         | 1:1       | Freundschaftsspiel                                | Pointe-à-Pierre      | Erstes Länderspiel gegen Kanada              |
| *   | 22.09.1977     | Guyana                         | 1:2       | Freundschaftsspiel                                | Linden (GUY)         |                                              |
| *   | 20.08.1978     | Französisch-Guayana            | 2:4       | Fußball-Karibikmeisterschaft 1978 (Qualifikation) | Port of Spain        | Erstes Länderspiel gegen Französisch-Guayana |
| *   | 02.09.1978     | Französisch-Guayana            | 4:1       | Fußball-Karibikmeisterschaft 1978 (Qualifikation) | Cayenne (GUY)        |                                              |
| *   | 23.10.1978     | Antigua und Barbuda            | 3:1       | Fußball-Karibikmeisterschaft 1978                 | San Fernando         |                                              |
| *   | 25.10.1978     | Suriname                       | 0:1       | Fußball-Karibikmeisterschaft 1978                 | Port of Spain        |                                              |
| *   | 29.10.1978     | Haiti                          | 2:2       | Fußball-Karibikmeisterschaft 1978                 | Port of Spain        |                                              |
| *   | 22.07.1979     | Grenada                        | 1:0       | Fußball-Karibikmeisterschaft 1979 (Qualifikation) | ? (GRN)              | Erstes Länderspiel gegen Grenada             |
| *   | 04.08.1979     | Grenada                        | 2:1       | Fußball-Karibikmeisterschaft 1979 (Qualifikation) | ? (TRI)              |                                              |
| *   | 11.11.1979     | Haiti                          | 0:1       | Fußball-Karibikmeisterschaft 1979                 | Paramaribo (SUR)     |                                              |
| *   | 15.10.1979     | Suriname                       | 0:3       | Fußball-Karibikmeisterschaft 1979                 | Paramaribo (SUR)     |                                              |
| *   | 18.11.1979     | St. Vincent und die Grenadinen | 0:1       | Fußball-Karibikmeisterschaft 1979                 | Paramaribo (SUR)     |                                              |

## 1980 bis 1989
| Nr. | Datum      | Gegner                         | Resultat | Anlass                                            | Austragungsort        | Bemerkungen                                                                                  |
| --- | ---------- | ------------------------------ | -------- | ------------------------------------------------- | --------------------- | -------------------------------------------------------------------------------------------- |
| *   | 01.08.1980 | Haiti                          | 0:2      | Fußball-Weltmeisterschaft 1982/Qualifikation      | Port-au-Prince (HAI)  |                                                                                              |
| *   | 17.08.1980 | Haiti                          | 1:0      | Fußball-Weltmeisterschaft 1982/Qualifikation      | San Fernando          |                                                                                              |
| *   | 09.11.1980 | Niederländische Antillen       | 0:0      | Fußball-Weltmeisterschaft 1982/Qualifikation      | Port of Spain         |                                                                                              |
| *   | 29.11.1980 | Niederländische Antillen       | 0:0      | Fußball-Weltmeisterschaft 1982/Qualifikation      | Willemstad (ANT)      |                                                                                              |
| *   | 07.06.1981 | Jamaika                        | 4:0      | Fußball-Karibikmeisterschaft 1981 (Qualifikation) | Arima                 |                                                                                              |
| *   | 19.06.1981 | Jamaika                        | 0:2      | Fußball-Karibikmeisterschaft 1981 (Qualifikation) | Kingston (JAM)        |                                                                                              |
| *   | 05.07.1981 | Barbados                       | 1:1      | Fußball-Karibikmeisterschaft 1981 (Qualifikation) | Bridgetown (BRB)      |                                                                                              |
| *   | 17.07.1981 | Barbados                       | 1:1      | Fußball-Karibikmeisterschaft 1981 (Qualifikation) | Port of Spain         | Trinidad und Tobago gewinnt im Elfmeterschießen (4-2)                                        |
| *   | 08.08.1981 | Suriname                       | 1:1      | Fußball-Karibikmeisterschaft 1981 (Qualifikation) | Paramaribo (SUR)      |                                                                                              |
| *   | 15.08.1981 | Suriname                       | 3:2      | Fußball-Karibikmeisterschaft 1981 (Qualifikation) | Port of Spain         |                                                                                              |
| *   | 12.10.1981 | Kanada                         | 2:4      | Freundschaftsspiel                                | San Fernando          |                                                                                              |
| *   | 19.10.1981 | St. Vincent und die Grenadinen | 2:0      | Fußball-Karibikmeisterschaft 1981                 | San Juan (PUR)        |                                                                                              |
| *   | 21.10.1981 | Guadeloupe                     | 2:0      | Fußball-Karibikmeisterschaft 1981                 | San Juan (PUR)        |                                                                                              |
| *   | 25.10.1981 | Puerto Rico                    | 6:0      | Fußball-Karibikmeisterschaft 1981                 | San Juan (PUR)        |                                                                                              |
| *   | 21.03.1982 | Vereinigte Staaten             | 1:2      | Freundschaftsspiel                                | Port of Spain         | Erstes Länderspiel gegen Vereinigte Staaten                                                  |
| *   | 30.05.1982 | Irland                         | 1:0      | Freundschaftsspiel                                | Arima                 | Erstes Länderspiel gegen Irland                                                              |
| *   | 23.07.1983 | Französisch-Guayana            | 1:0      | Fußball-Karibikmeisterschaft 1983                 | Cayenne (GUY)         |                                                                                              |
| *   | 25.07.1983 | Martinique                     | 1:2      | Fußball-Karibikmeisterschaft 1983                 | Cayenne (GUY)         | Erstes Länderspiel gegen Martinique                                                          |
| *   | 27.07.1983 | Antigua und Barbuda            | 2:1      | Fußball-Karibikmeisterschaft 1983                 | Cayenne (GUY)         |                                                                                              |
| *   | 16.11.1983 | Schweden                       | 0:5      | Freundschaftsspiel                                | Port of Spain         | Erstes Länderspiel gegen Schweden                                                            |
| *   | 09.06.1984 | Indien                         | 1:2      | Freundschaftsspiel                                | Port of Spain         | Erstes Länderspiel gegen Indien                                                              |
| *   | 11.06.1984 | Indien                         | 3:0      | Freundschaftsspiel                                | San Fernando          |                                                                                              |
| *   | 22.06.1984 | Indien                         | 3:0      | Freundschaftsspiel                                | Arima                 |                                                                                              |
| *   | 11.11.1984 | Mexiko                         | 0:2      | Freundschaftsspiel                                | Port of Spain         |                                                                                              |
| *   | 24.02.1985 | St. Vincent und die Grenadinen | 1:1      | Fußball-Karibikmeisterschaft 1985 (Qualifikation) | ? (VIN)               |                                                                                              |
| *   | 10.03.1985 | Kanada                         | 1:2      | Freundschaftsspiel                                | Port of Spain         | Es gibt zwei Spiele am selben Tag für Trinidad und Tobago.                                   |
| *   | 10.03.1985 | Grenada                        | 5:1      | Fußball-Karibikmeisterschaft 1985 (Qualifikation) | ? (GRN)               | Es gibt zwei Spiele am selben Tag für Trinidad und Tobago.                                   |
| *   | 24.04.1985 | Costa Rica                     | 0:3      | Fußball-Weltmeisterschaft 1986/Qualifikation      | San José (CRC)        |                                                                                              |
| *   | 28.04.1985 | Costa Rica                     | 1:1      | Fußball-Weltmeisterschaft 1986/Qualifikation      | San José (CRC)        |                                                                                              |
| *   | 1985       | Guadeloupe                     | ?:?      | Fußball-Karibikmeisterschaft 1985 (Qualifikation) | ?                     | Guadeloupe gewinnt, auch wenn das Ergebnis unbekannt war                                     |
| *   | 05.05.1985 | Suriname                       | 0:1      | Fußball-Karibikmeisterschaft 1985 (Qualifikation) | Port of Spain         |                                                                                              |
| *   | 15.05.1985 | Vereinigte Staaten             | 1:2      | Fußball-Weltmeisterschaft 1986/Qualifikation      | St. Louis (USA)       |                                                                                              |
| *   | 19.05.1985 | Vereinigte Staaten             | 0:1      | Fußball-Weltmeisterschaft 1986/Qualifikation      | Los Angeles (USA)     |                                                                                              |
| *   | 18.07.1985 | Costa Rica                     | 1:3      | Freundschaftsspiel                                | San José (CRC)        |                                                                                              |
| *   | 16.07.1986 | Vereinigte Staaten             | 1:0      | Freundschaftsspiel                                | Port of Spain         |                                                                                              |
| *   | 13.09.1987 | Guyana                         | 2:1      | Freundschaftsspiel                                | Georgetown (GUY)      |                                                                                              |
| *   | 29.11.1987 | Barbados                       | 4:0      | Fußball-Karibikmeisterschaft 1988 (Qualifikation) | Fontabelle (BRB)      |                                                                                              |
| *   | 06.12.1987 | Barbados                       | 5:1      | Fußball-Karibikmeisterschaft 1988 (Qualifikation) | Port of Spain         |                                                                                              |
| *   | 17.04.1988 | Guyana                         | 4:0      | Fußball-Weltmeisterschaft 1990/Qualifikation      | Georgetown (GUY)      |                                                                                              |
| *   | 08.05.1988 | Guyana                         | 1:0      | Fußball-Weltmeisterschaft 1990/Qualifikation      | Port of Spain         |                                                                                              |
| *   | 21.07.1988 | Karibik XI                     | 2:0      | Freundschaftsspiel                                | Port of Spain         | Inoffizielles Spiel                                                                          |
| *   | 05.07.1988 | Guadeloupe                     | 3:0      | Fußball-Karibikmeisterschaft 1988 (Qualifikation) | ? (MTQ)               |                                                                                              |
| *   | 07.07.1988 | Antigua und Barbuda            | 1:1      | Fußball-Karibikmeisterschaft 1988 (Qualifikation) | ? (MTQ)               |                                                                                              |
| *   | 09.07.1988 | Martinique                     | 0:3      | Fußball-Karibikmeisterschaft 1988 (Qualifikation) | ? (MTQ)               | Spiel in der Halbzeit abgebrochen wegen eines Stromausfalls. Die Partitur wurde ratifiziert. |
| *   | 31.08.1988 | Guatemala                      | 2:2      | Freundschaftsspiel                                | Port of Spain         |                                                                                              |
| *   | 02.10.1988 | Kanada                         | 1:2      | Freundschaftsspiel                                | Port of Spain         |                                                                                              |
| *   | 30.10.1988 | Honduras                       | 0:0      | Fußball-Weltmeisterschaft 1990/Qualifikation      | Port of Spain         |                                                                                              |
| *   | 13.11.1988 | Honduras                       | 1:1      | Fußball-Weltmeisterschaft 1990/Qualifikation      | Tegucigalpa (HON)     |                                                                                              |
| *   | 19.03.1989 | Paraguay                       | 2:2      | Freundschaftsspiel                                | Port of Spain         | Erstes Länderspiel gegen Paraguay                                                            |
| *   | 22.03.1989 | Paraguay                       | 1:1      | Freundschaftsspiel                                | Port of Spain         |                                                                                              |
| *   | 16.04.1989 | Bermuda                        | 1:1      | Freundschaftsspiel                                | Port of Spain         | Erstes Länderspiel gegen Bermuda                                                             |
| *   | 18.04.1989 | Bermuda                        | 0:1      | Freundschaftsspiel                                | Arima                 |                                                                                              |
| *   | 13.05.1989 | Vereinigte Staaten             | 1:1      | Fußball-Weltmeisterschaft 1990/Qualifikation      | Torrance (USA)        |                                                                                              |
| *   | 28.05.1989 | Costa Rica                     | 1:1      | Fußball-Weltmeisterschaft 1990/Qualifikation      | Port of Spain         |                                                                                              |
| *   | Juni 1989  | Aruba                          | 11:0     | Fußball-Karibikmeisterschaft 1989 (Qualifikation) | St. George’s (GRN)    | Erstes Länderspiel gegen Aruba                                                               |
| *   | Juni 1989  | Französisch-Guayana            | 3:1      | Fußball-Karibikmeisterschaft 1989 (Qualifikation) | St. George’s (GRN)    |                                                                                              |
| *   | Juni 1989  | St. Kitts und Nevis            | 2:0      | Fußball-Karibikmeisterschaft 1989 (Qualifikation) | St. George’s (GRN)    | Erstes Länderspiel gegen St. Kitts und Nevis                                                 |
| *   | 06.06.1989 | Grenada                        | 0:1      | Fußball-Karibikmeisterschaft 1989 (Qualifikation) | St. George’s (GRN)    |                                                                                              |
| *   | 11.06.1989 | Costa Rica                     | 0:1      | Fußball-Weltmeisterschaft 1990/Qualifikation      | San José (CRC)        |                                                                                              |
| *   | 16.06.1989 | Peru                           | 2:1      | Freundschaftsspiel                                | Port of Spain         | Erstes Länderspiel gegen Peru                                                                |
| *   | 05.07.1989 | Barbados                       | 3:0      | Fußball-Karibikmeisterschaft 1989                 | Bridgetown (BRB)      |                                                                                              |
| *   | 07.07.1989 | Guadeloupe                     | 0:2      | Fußball-Karibikmeisterschaft 1989                 | Bridgetown (BRB)      |                                                                                              |
| *   | 09.07.1989 | Grenada                        | 2:1      | Fußball-Karibikmeisterschaft 1989                 | Bridgetown (BRB)      |                                                                                              |
| *   | 30.07.1989 | El Salvador                    | 2:0      | Fußball-Weltmeisterschaft 1990/Qualifikation      | Port of Spain         | Erstes Länderspiel gegen El Salvador                                                         |
| *   | 13.08.1989 | El Salvador                    | 0:0      | Fußball-Weltmeisterschaft 1990/Qualifikation      | Tegucigalpa (HON)     |                                                                                              |
| *   | 20.08.1989 | Guatemala                      | 1:0      | Fußball-Weltmeisterschaft 1990/Qualifikation      | Guatemala-Stadt (GUA) |                                                                                              |
| *   | 01.09.1989 | Panama                         | 4:0      | Freundschaftsspiel                                | Port of Spain         | Erstes Länderspiel gegen Panama                                                              |
| *   | 03.09.1989 | Guatemala                      | 2:1      | Fußball-Weltmeisterschaft 1990/Qualifikation      | Port of Spain         |                                                                                              |
| *   | 22.10.1989 | Finnland                       | 0:1      | Freundschaftsspiel                                | Port of Spain         | Erstes Länderspiel gegen Finnland                                                            |
| *   | 25.10.1989 | Finnland                       | 2:0      | Freundschaftsspiel                                | Port of Spain         |                                                                                              |
| *   | 19.11.1989 | Vereinigte Staaten             | 0:1      | Fußball-Weltmeisterschaft 1990/Qualifikation      | Port of Spain         |                                                                                              |

## 1990 bis 1999
| Nr. | Datum      | Gegner                         | Resultat      | Anlass                                       | Austragungsort        | Bemerkungen                                      |
| --- | ---------- | ------------------------------ | ------------- | -------------------------------------------- | --------------------- | ------------------------------------------------ |
| *   | 22.07.1990 | Grenada                        | 5:0           | Fußball-Karibikmeisterschaft 1990            | Port of Spain         |                                                  |
| *   | 27.07.1990 | Jamaika                        | 0:0           | Fußball-Karibikmeisterschaft 1990            | Port of Spain         |                                                  |
| *   | 18.11.1990 | Vereinigte Staaten             | 0:3           | Freundschaftsspiel                           | Charlotte (USA)       |                                                  |
| *   | 18.11.1990 | Vereinigte Staaten             | 0:0           | Freundschaftsspiel                           | Port of Spain         |                                                  |
| *   | 23.11.1990 | Sowjetunion                    | 0:2           | Freundschaftsspiel                           | Port of Spain         | Erstes Länderspiel gegen UdSSR                   |
| *   | 23.05.1991 | Dominikanische Republik        | 7:0           | Fußball-Karibikmeisterschaft 1991            | Kingston (JAM)        | Erstes Länderspiel gegen Dominikanische Republik |
| *   | 25.05.1991 | Martinique                     | 1:0           | Fußball-Karibikmeisterschaft 1991            | Kingston (JAM)        |                                                  |
| *   | 27.05.1991 | St. Lucia                      | 1:2           | Fußball-Karibikmeisterschaft 1991            | Kingston (JAM)        | Erstes Länderspiel gegen St. Lucia               |
| *   | 30.05.1991 | Guyana                         | 3:1           | Fußball-Karibikmeisterschaft 1991            | Kingston (JAM)        |                                                  |
| *   | 02.06.1991 | Jamaika                        | 0:2           | Fußball-Karibikmeisterschaft 1991 (Finale)   | Kingston (JAM)        |                                                  |
| *   | 29.06.1991 | Vereinigte Staaten             | 1:2           | CONCACAF Gold Cup 1991                       | Pasadena (USA)        |                                                  |
| *   | 01.07.1991 | Costa Rica                     | 2:1           | CONCACAF Gold Cup 1991                       | Pasadena (USA)        |                                                  |
| *   | 03.07.1991 | Guatemala                      | 0:1           | CONCACAF Gold Cup 1991                       | Pasadena (USA)        |                                                  |
| *   | 19.04.1992 | Barbados                       | 2:1           | Fußball-Weltmeisterschaft 1994/Qualifikation | Bridgetown (BRB)      |                                                  |
| *   | 31.05.1992 | Barbados                       | 3:0           | Fußball-Weltmeisterschaft 1994/Qualifikation | Port of Spain         |                                                  |
| *   | 17.06.1992 | Martinique                     | 2:1           | Fußball-Karibikmeisterschaft 1992            | Port of Spain         |                                                  |
| *   | 19.06.1992 | Suriname                       | 1:0           | Fußball-Karibikmeisterschaft 1992            | Port of Spain         |                                                  |
| *   | 21.06.1992 | Antigua und Barbuda            | 7:0           | Fußball-Karibikmeisterschaft 1992            | Port of Spain         |                                                  |
| *   | 24.06.1992 | Kuba                           | 1:0           | Fußball-Karibikmeisterschaft 1992            | Port of Spain         |                                                  |
| *   | 27.06.1992 | Jamaika                        | 3:1           | Fußball-Karibikmeisterschaft 1992 (finale)   | Port of Spain         |                                                  |
| *   | 05.07.1992 | Jamaika                        | 1:2           | Fußball-Weltmeisterschaft 1994/Qualifikation | Port of Spain         |                                                  |
| *   | 16.08.1992 | Jamaika                        | 1:1           | Fußball-Weltmeisterschaft 1994/Qualifikation | Kingston (JAM)        |                                                  |
| *   | 21.05.1993 | St. Vincent und die Grenadinen | 4:1           | Fußball-Karibikmeisterschaft 1993            | Montego Bay (JAM)     |                                                  |
| *   | 23.05.1993 | St. Lucia                      | 1:1           | Fußball-Karibikmeisterschaft 1993            | Montego Bay (JAM)     |                                                  |
| *   | 25.05.1993 | Martinique                     | 2:3           | Fußball-Karibikmeisterschaft 1993            | Montego Bay (JAM)     |                                                  |
| *   | 28.05.1993 | Jamaika                        | 0:3           | Fußball-Karibikmeisterschaft 1993            | Kingston (JAM)        |                                                  |
| *   | 30.05.1993 | St. Kitts und Nevis            | 3:2           | Fußball-Karibikmeisterschaft 1993            | Kingston (JAM)        |                                                  |
| *   | 08.04.1994 | Dominica                       | 5:0           | Fußball-Karibikmeisterschaft 1994            | Port of Spain         | Erstes Länderspiel gegen Dominica                |
| *   | 10.04.1994 | Guadeloupe                     | 0:0           | Fußball-Karibikmeisterschaft 1994            | Port of Spain         |                                                  |
| *   | 12.04.1994 | Barbados                       | 2:0           | Fußball-Karibikmeisterschaft 1994            | Port of Spain         |                                                  |
| *   | 14.04.1994 | Suriname                       | 3:2           | Fußball-Karibikmeisterschaft 1994            | Port of Spain         |                                                  |
| *   | 17.04.1994 | Martinique                     | 7:2           | Fußball-Karibikmeisterschaft 1994            | Port of Spain         |                                                  |
| *   | 04.06.1994 | Saudi-Arabien                  | 2:3           | Freundschaftsspiel                           | Pomona (USA)          | Erstes Länderspiel gegen Saudi-Arabien           |
| *   | 26.10.1994 | Saudi-Arabien                  | 0:1           | Freundschaftsspiel                           | Dharan (KSA)          |                                                  |
| *   | 15.11.1994 | Grenada                        | 2:1           | Freundschaftsspiel                           | St. George’s (GRN)    |                                                  |
| *   | 19.11.1994 | Vereinigte Staaten             | 1:0           | Freundschaftsspiel                           | Port of Spain         |                                                  |
| *   | 15.02.1995 | Finnland                       | 2:1           | Freundschaftsspiel                           | Port of Spain         |                                                  |
| *   | 17.02.1995 | Finnland                       | 2:2           | Freundschaftsspiel                           | Port of Spain         |                                                  |
| *   | 19.05.1995 | Kuba                           | 2:0           | Fußball-Karibikmeisterschaft 1995            | Kingston (JAM)        |                                                  |
| *   | 21.07.1995 | St. Lucia                      | 5:0           | Fußball-Karibikmeisterschaft 1995            | Montego Bay (JAM)     |                                                  |
| *   | 23.07.1995 | Jamaika                        | 0:1           | Fußball-Karibikmeisterschaft 1995            | Kingston (JAM)        |                                                  |
| *   | 28.07.1995 | Cayman Islands                 | 9:2           | Fußball-Karibikmeisterschaft 1995            | George Town (CAY)     | Erstes Länderspiel gegen die Cayman Islands      |
| *   | 30.07.1995 | St. Vincent und die Grenadinen | 5:0           | Fußball-Karibikmeisterschaft 1995 (Finale)   | George Town (CAY)     |                                                  |
| *   | 03.08.1995 | Kanada                         | 1:3           | Freundschaftsspiel                           | Toronto (KAN)         |                                                  |
| *   | 06.08.1995 | Jamaika                        | 0:1           | Freundschaftsspiel                           | Toronto (KAN)         |                                                  |
| *   | 24.09.1995 | Jamaika                        | 1:0           | Freundschaftsspiel                           | Port of Spain         |                                                  |
| *   | 20.10.1995 | Jamaika                        | 0:1           | Freundschaftsspiel                           | George Town (CAY)     |                                                  |
| *   | 24.10.1995 | Cayman Islands                 | 7:0           | Freundschaftsspiel                           | George Town (CAY)     |                                                  |
| *   | 29.11.1995 | Norwegen                       | 3:2           | Freundschaftsspiel                           | Port of Spain         | Erstes Länderspiel gegen Norwegen                |
| *   | 05.01.1996 | Venezuela                      | 0:0           | Freundschaftsspiel                           | Port of Spain         |                                                  |
| *   | 07.01.1996 | Venezuela                      | 0:0           | Freundschaftsspiel                           | Port of Spain         |                                                  |
| *   | 10.01.1996 | El Salvador                    | 2:3           | CONCACAF Gold Cup 1996                       | Anaheim (USA)         |                                                  |
| *   | 13.01.1996 | Vereinigte Staaten             | 2:3           | CONCACAF Gold Cup 1996                       | Anaheim (USA)         |                                                  |
| *   | 06.03.1996 | Haiti                          | 2:0           | Freundschaftsspiel                           | Miami (USA)           |                                                  |
| *   | 21.03.1996 | Kolumbien                      | 0:3           | Freundschaftsspiel                           | Neiva (KOL)           | Erstes Länderspiel gegen Kolumbien               |
| *   | 24.05.1996 | Jamaika                        | 1:0           | Fußball-Karibikmeisterschaft 1996            | Port of Spain         |                                                  |
| *   | 26.05.1996 | Suriname                       | 3:0           | Fußball-Karibikmeisterschaft 1996            | Palo Seco             |                                                  |
| *   | 28.05.1996 | St. Kitts und Nevis            | 5:1           | Fußball-Karibikmeisterschaft 1996            | Port of Spain         |                                                  |
| *   | 03.06.1996 | Martinique                     | 2:1           | Fußball-Karibikmeisterschaft 1996            | Port of Spain         |                                                  |
| *   | 07.06.1996 | Kuba                           | 2:0           | Fußball-Karibikmeisterschaft 1996 (finale)   | Port of Spain         |                                                  |
| *   | 13.06.1996 | Barbados                       | 4:0           | Freundschaftsspiel                           | Bridgetown (BRB)      |                                                  |
| *   | 15.06.1996 | Dominikanische Republik        | 4:1           | Fußball-Weltmeisterschaft 1998/Qualifikation | Santo Domingo (DOM)   |                                                  |
| *   | 23.06.1996 | Dominikanische Republik        | 8:0           | Fußball-Weltmeisterschaft 1998/Qualifikation | Port of Spain         |                                                  |
| *   | 28.07.1996 | Honduras                       | 0:0           | Freundschaftsspiel                           | Tegucigalpa (HON)     |                                                  |
| *   | 30.07.1996 | Panama                         | 0:1           | Freundschaftsspiel                           | Panama-Stadt (PAN)    |                                                  |
| *   | 01.09.1996 | Costa Rica                     | 0:1           | Fußball-Weltmeisterschaft 1998/Qualifikation | Port of Spain         |                                                  |
| *   | 06.10.1996 | Guatemala                      | 1:1           | Fußball-Weltmeisterschaft 1998/Qualifikation | Port of Spain         |                                                  |
| *   | 10.11.1996 | Vereinigte Staaten             | 0:2           | Fußball-Weltmeisterschaft 1998/Qualifikation | Richmond (USA)        |                                                  |
| *   | 24.11.1996 | Vereinigte Staaten             | 0:1           | Fußball-Weltmeisterschaft 1998/Qualifikation | Port of Spain         |                                                  |
| *   | 08.12.1996 | Guatemala                      | 1:2           | Fußball-Weltmeisterschaft 1998/Qualifikation | Los Angeles (USA)     |                                                  |
| *   | 21.12.1996 | Costa Rica                     | 1:2           | Fußball-Weltmeisterschaft 1998/Qualifikation | Cartago (CRC)         |                                                  |
| *   | 02.04.1997 | Guyana                         | 3:0           | Freundschaftsspiel                           | Port of Spain         |                                                  |
| *   | 04.04.1997 | Barbados                       | 0:1           | Freundschaftsspiel                           | Palo Seco             |                                                  |
| *   | 06.04.1997 | Grenada                        | 2:3           | Freundschaftsspiel                           | Arima                 |                                                  |
| *   | 01.05.1997 | Jamaika                        | 1:1           | Freundschaftsspiel                           | Palo Seco             |                                                  |
| *   | 02.07.1997 | Barbados                       | 1:1           | Freundschaftsspiel                           | Bridgetown (BRB)      |                                                  |
| *   | 06.07.1997 | Martinique                     | 1:2           | Fußball-Karibikmeisterschaft 1997            | Basseterre (SKN)      |                                                  |
| *   | 05.07.1997 | St. Kitts und Nevis            | 3:0           | Fußball-Karibikmeisterschaft 1997            | Basseterre (SKN)      |                                                  |
| *   | 10.07.1997 | Jamaika                        | 1:1 4:2 i. E. | Fußball-Karibikmeisterschaft 1997            | Basseterre (SKN)      |                                                  |
| *   | 13.07.1997 | St. Kitts und Nevis            | 4:0           | Fußball-Karibikmeisterschaft 1997 (finale)   | Basseterre (SKN)      |                                                  |
| *   | 31.08.1997 | Jamaika                        | 0:0           | Freundschaftsspiel                           | Port of Spain         |                                                  |
| *   | 24.11.1997 | Jamaika                        | 1:6           | Freundschaftsspiel                           | Kingston (JAM)        |                                                  |
| *   | 17.12.1997 | Martinique                     | 0:3           | Freundschaftsspiel                           | Fort-de-France (MTQ)  |                                                  |
| *   | 18.12.1997 | Martinique                     | 2:3           | Freundschaftsspiel                           | Fort-de-France (MTQ)  |                                                  |
| *   | 04.01.1998 | Barbados                       | 1:0           | Freundschaftsspiel                           | Bridgetown (BRB)      |                                                  |
| *   | 07.01.1998 | Jamaika                        | 0:0           | Freundschaftsspiel                           | Port of Spain         |                                                  |
| *   | 21.01.1998 | El Salvador                    | 0:2           | Freundschaftsspiel                           | San Salvador (SLV)    |                                                  |
| *   | 23.01.1998 | Guatemala                      | 1:3           | Freundschaftsspiel                           | Guatemala-Stadt (GUA) |                                                  |
| *   | 29.01.1998 | Costa Rica                     | 0:4           | Freundschaftsspiel                           | Alajuela (CRC)        |                                                  |
| *   | 01.02.1998 | Honduras                       | 3:1           | CONCACAF Gold Cup 1998                       | Oakland (USA)         |                                                  |
| *   | 04.02.1998 | Mexiko                         | 0:2           | CONCACAF Gold Cup 1998                       | Oakland (USA)         |                                                  |
| *   | 09.05.1998 | Saudi-Arabien                  | 1:2           | Freundschaftsspiel                           | Cannes (FRA)          |                                                  |
| *   | 28.05.1998 | St. Kitts und Nevis            | 1:4           | Freundschaftsspiel                           | Basseterre (SKN)      |                                                  |
| *   | 22.07.1998 | Antigua und Barbuda            | 3:2           | Fußball-Karibikmeisterschaft 1998            | Port of Spain         |                                                  |
| *   | 24.07.1998 | Martinique                     | 2:1           | Fußball-Karibikmeisterschaft 1998            | Port of Spain         |                                                  |
| *   | 26.07.1998 | Dominica                       | 8:0           | Fußball-Karibikmeisterschaft 1998            | Port of Spain         |                                                  |
| *   | 29.07.1998 | Haiti                          | 4:1           | Fußball-Karibikmeisterschaft 1998            | Port of Spain         |                                                  |
| *   | 31.07.1998 | Jamaika                        | 1:2           | Fußball-Karibikmeisterschaft 1998 (finale)   | Port of Spain         |                                                  |
| *   | 28.03.1999 | Jamaika                        | 2:0           | Freundschaftsspiel                           | Port of Spain         |                                                  |
| *   | 06.05.1999 | Südafrika                      | 2:0           | Freundschaftsspiel                           | Port Elizabeth (RSA)  | Erstes Länderspiel gegen Südafrika               |
| *   | 03.06.1999 | Jamaika                        | 1:0           | Fußball-Karibikmeisterschaft 1999            | Port of Spain         |                                                  |
| *   | 05.06.1999 | Grenada                        | 7:0           | Fußball-Karibikmeisterschaft 1999            | Port of Spain         |                                                  |
| *   | 07.06.1999 | Guadeloupe                     | 3:2           | Fußball-Karibikmeisterschaft 1999            | Port of Spain         |                                                  |
| *   | 11.06.1999 | Haiti                          | 6:1           | Fußball-Karibikmeisterschaft 1999            | Port of Spain         |                                                  |
| *   | 13.06.1999 | Kuba                           | 2:1 n. V.     | Fußball-Karibikmeisterschaft 1999 (finale)   | Port of Spain         |                                                  |
| *   | 08.09.1999 | Kolumbien                      | 4:3           | Freundschaftsspiel                           | Miami (USA)           |                                                  |
| *   | 12.10.1999 | Panama                         | 2:2           | Freundschaftsspiel                           | Panama-Stadt (PAN)    |                                                  |
| *   | 17.11.1999 | Honduras                       | 2:3           | Freundschaftsspiel                           | San Pedro Sula (HON)  |                                                  |

## 2000 bis 2009
| Nr. | Datum      | Gegner                         | Resultat | Anlass                                            | Austragungsort         | Bemerkungen                                            |
| --- | ---------- | ------------------------------ | -------- | ------------------------------------------------- | ---------------------- | ------------------------------------------------------ |
| *   | 08.01.2000 | Kanada                         | 0:0      | Freundschaftsspiel                                | Port of Spain          |                                                        |
| *   | 18.01.2000 | Marokko                        | 0:1      | Freundschaftsspiel                                | El Jadida (MAR)        | Erstes Länderspiel gegen Marokko                       |
| *   | 26.01.2000 | Costa Rica                     | 1:2      | Freundschaftsspiel                                | San José (CRC)         |                                                        |
| *   | 13.01.2000 | Mexiko                         | 0:4      | CONCACAF Gold Cup 2000                            | San Diego (USA)        |                                                        |
| *   | 15.01.2000 | Guatemala                      | 4:2      | CONCACAF Gold Cup 2000                            | San Diego (USA)        |                                                        |
| *   | 20.01.2000 | Costa Rica                     | 2:1 n.GG | CONCACAF Gold Cup 2000 (Viertelfinale)            | San Diego (USA)        |                                                        |
| *   | 23.01.2000 | Kanada                         | 0:1      | CONCACAF Gold Cup 2000 (Halbfinale)               | San Diego (USA)        |                                                        |
| *   | 04.03.2000 | Niederländische Antillen       | 5:0      | Fußball-Weltmeisterschaft 2002/Qualifikation      | Tunapuna               |                                                        |
| *   | 18.03.2000 | Niederländische Antillen       | 1:1      | Fußball-Weltmeisterschaft 2002/Qualifikation      | Willemstad (ANT)       |                                                        |
| *   | 02.04.2000 | Dominikanische Republik        | 3:0      | Fußball-Weltmeisterschaft 2002/Qualifikation      | Port of Spain          |                                                        |
| *   | 16.04.2000 | Dominikanische Republik        | 1:0      | Fußball-Weltmeisterschaft 2002/Qualifikation      | San Cristóbal (DOM)    |                                                        |
| *   | 07.05.2000 | Haiti                          | 3:1      | Fußball-Weltmeisterschaft 2002/Qualifikation      | Port of Spain          |                                                        |
| *   | 19.05.2000 | Haiti                          | 1:1      | Fußball-Weltmeisterschaft 2002/Qualifikation      | Port-au-Prince (HAI)   |                                                        |
| *   | 27.05.2000 | Kanada                         | 0:1      | Freundschaftsspiel                                | Toronto (KAN)          |                                                        |
| *   | 29.06.2000 | Barbados                       | 0:0      | Freundschaftsspiel                                | Bridgetown (BRB)       |                                                        |
| *   | 02.07.2000 | St. Vincent und die Grenadinen | 1:2      | Freundschaftsspiel                                | Kingstown (VIN)        |                                                        |
| *   | 04.07.2000 | Kuba                           | 4:1      | Freundschaftsspiel                                | Tunapuna               |                                                        |
| *   | 08.07.2000 | Jamaika                        | 2:4      | Freundschaftsspiel                                | Port of Spain          |                                                        |
| *   | 16.07.2000 | Kanada                         | 2:0      | Fußball-Weltmeisterschaft 2002/Qualifikation      | Edmonton (KAN)         |                                                        |
| *   | 23.07.2000 | Mexiko                         | 1:0      | Fußball-Weltmeisterschaft 2002/Qualifikation      | Port of Spain          |                                                        |
| *   | 06.08.2000 | Guyana                         | 0:0      | Freundschaftsspiel                                | Linden (GUY)           |                                                        |
| *   | 16.08.2000 | Panama                         | 6:0      | Fußball-Weltmeisterschaft 2002/Qualifikation      | Port of Spain          |                                                        |
| *   | 03.09.2000 | Kanada                         | 4:0      | Fußball-Weltmeisterschaft 2002/Qualifikation      | Port of Spain          |                                                        |
| *   | 08.10.2000 | Mexiko                         | 0:7      | Fußball-Weltmeisterschaft 2002/Qualifikation      | Mexiko-Stadt (MEX)     |                                                        |
| *   | 15.11.2000 | Panama                         | 1:0      | Fußball-Weltmeisterschaft 2002/Qualifikation      | Port of Spain          |                                                        |
| *   | 27.01.2001 | Grenada                        | 2:1      | Freundschaftsspiel                                | St. George’s (GRN)     |                                                        |
| *   | 29.01.2001 | Grenada                        | 2:0      | Freundschaftsspiel                                | St. George’s (GRN)     |                                                        |
| *   | 25.02.2001 | Cayman Islands                 | 3:0      | Freundschaftsspiel                                | George Town (CAY)      |                                                        |
| *   | 28.02.2001 | Jamaika                        | 0:1      | Fußball-Weltmeisterschaft 2002/Qualifikation      | Kingston (JAM)         |                                                        |
| *   | 24.03.2001 | Guatemala                      | 3:1      | Freundschaftsspiel                                | Port of Spain          |                                                        |
| *   | 28.03.2001 | Costa Rica                     | 0:3      | Fußball-Weltmeisterschaft 2002/Qualifikation      | Alajuela (CRC)         |                                                        |
| *   | 25.04.2001 | Mexiko                         | 1:1      | Fußball-Weltmeisterschaft 2002/Qualifikation      | Port of Spain          |                                                        |
| *   | 10.05.2001 | Grenada                        | 5:3      | Freundschaftsspiel                                | Port of Spain          |                                                        |
| *   | 15.05.2001 | Barbados                       | 5:0      | Fußball-Karibikmeisterschaft 2001                 | Arima                  |                                                        |
| *   | 17.05.2001 | Jamaika                        | 2:1      | Fußball-Karibikmeisterschaft 2001                 | Port of Spain          |                                                        |
| *   | 19.05.2001 | Martinique                     | 1:2      | Fußball-Karibikmeisterschaft 2001                 | Port of Spain          |                                                        |
| *   | 22.05.2001 | Kuba                           | 2:0      | Fußball-Karibikmeisterschaft 2001                 | Port of Spain          |                                                        |
| *   | 25.05.2001 | Haiti                          | 3:0      | Fußball-Karibikmeisterschaft 2001                 | Port of Spain          |                                                        |
| *   | 10.06.2001 | Panama                         | 0:0      | Freundschaftsspiel                                | San Francisco (PAN)    |                                                        |
| *   | 16.06.2001 | Honduras                       | 2:4      | Fußball-Weltmeisterschaft 2002/Qualifikation      | Port of Spain          |                                                        |
| *   | 19.06.2001 | Vereinigte Staaten             | 0:2      | Fußball-Weltmeisterschaft 2002/Qualifikation      | Foxborough (USA)       |                                                        |
| *   | 24.06.2001 | Bermuda                        | 5:0      | Freundschaftsspiel                                | Prospect (BER)         |                                                        |
| *   | 30.06.2001 | Jamaika                        | 1:2      | Fußball-Weltmeisterschaft 2002/Qualifikation      | Port of Spain          |                                                        |
| *   | 03.08.2001 | Kuwait                         | 1:1      | Freundschaftsspiel                                | Shanghai (CHN)         | Erstes Länderspiel gegen Kuwait                        |
| *   | 05.08.2001 | Volksrepublik China            | 0:3      | Freundschaftsspiel                                | Shanghai (CHN)         | Erstes Länderspiel gegen China                         |
| *   | 01.09.2001 | Costa Rica                     | 0:2      | Fußball-Weltmeisterschaft 2002/Qualifikation      | Port of Spain          |                                                        |
| *   | 05.09.2001 | Mexiko                         | 0:3      | Fußball-Weltmeisterschaft 2002/Qualifikation      | Mexiko-Stadt (MEX)     |                                                        |
| *   | 07.10.2001 | Honduras                       | 1:0      | Fußball-Weltmeisterschaft 2002/Qualifikation      | San Pedro Sula (HON)   |                                                        |
| *   | 10.11.2001 | Vereinigte Staaten             | 0:0      | Fußball-Weltmeisterschaft 2002/Qualifikation      | Port of Spain          |                                                        |
| *   | 11.01.2002 | Grenada                        | 3:2      | Freundschaftsspiel                                | St. George’s (GRN)     |                                                        |
| *   | 20.01.2002 | Costa Rica                     | 1:1      | CONCACAF Gold Cup 2002                            | Miami (USA)            |                                                        |
| *   | 22.01.2002 | Martinique                     | 0:1      | CONCACAF Gold Cup 2002                            | Miami (USA)            |                                                        |
| *   | 25.07.2002 | Barbados                       | 0:0      | Freundschaftsspiel                                | Basseterre (SKN)       |                                                        |
| *   | 27.07.2002 | Chinesisch Taipeh              | 0:1      | Freundschaftsspiel                                | Basseterre (SKN)       | Erstes Länderspiel gegen Taiwan                        |
| *   | 28.07.2002 | St. Kitts und Nevis            | 1:2      | Freundschaftsspiel                                | Basseterre (SKN)       |                                                        |
| *   | 15.11.2002 | St. Kitts und Nevis            | 2:0      | CONCACAF Gold Cup 2003 (Qualifikation)            | Port of Spain          |                                                        |
| *   | 17.11.2002 | St. Lucia                      | 0:1      | CONCACAF Gold Cup 2003 (Qualifikation)            | Tunapuna               |                                                        |
| *   | 29.01.2003 | Finnland                       | 1:2      | Freundschaftsspiel                                | Port of Spain          |                                                        |
| *   | 26.03.2003 | Antigua und Barbuda            | 2:0      | CONCACAF Gold Cup 2003 (Qualifikation)            | Port of Spain          |                                                        |
| *   | 28.03.2003 | Guadeloupe                     | 1:0      | CONCACAF Gold Cup 2003 (Qualifikation)            | Tunapuna               |                                                        |
| *   | 30.03.2003 | Kuba                           | 1:3      | CONCACAF Gold Cup 2003 (Qualifikation)            | Marabella              |                                                        |
| *   | 23.04.2003 | Martinique                     | 2:3      | CONCACAF Gold Cup 2003 (Qualifikation)            | Fort-de-France (MTQ)   |                                                        |
| *   | 25.04.2003 | Honduras                       | 0:2      | CONCACAF Gold Cup 2003 (Qualifikation)            | Fort-de-France (MTQ)   |                                                        |
| *   | 30.04.2003 | Venezuela                      | 0:3      | Freundschaftsspiel                                | San Cristóbal (VEN)    |                                                        |
| *   | 30.05.2003 | Kenia                          | 1:1      | Freundschaftsspiel                                | Nairobi (KEN)          | Erstes Länderspiel gegen Kenia                         |
| *   | 10.06.2003 | Botswana                       | 0:0      | Freundschaftsspiel                                | Gaborone (BOT)         | Erstes Länderspiel gegen Botswana                      |
| *   | 14.06.2003 | Südafrika                      | 1:2      | Freundschaftsspiel                                | Port Elizabeth (RSA)   |                                                        |
| *   | 03.07.2003 | Venezuela                      | 2:2      | Freundschaftsspiel                                | Port of Spain          |                                                        |
| *   | 31.07.2003 | Haiti                          | 0:2      | Freundschaftsspiel                                | Basseterre (SKN)       |                                                        |
| *   | 02.08.2003 | St. Kitts und Nevis            | 2:1      | Freundschaftsspiel                                | Basseterre (SKN)       |                                                        |
| *   | 10.09.2003 | Marokko                        | 0:2      | Freundschaftsspiel                                | Marrakesch (MAR)       |                                                        |
| *   | 19.11.2003 | Kuba                           | 2:1      | Freundschaftsspiel                                | Port of Spain          |                                                        |
| *   | 10.02.2004 | Bermuda                        | 1:0      | Freundschaftsspiel                                | Prospect (BER)         |                                                        |
| *   | 12.02.2004 | Bermuda                        | 2:2      | Freundschaftsspiel                                | Prospect (BER)         |                                                        |
| *   | 02.03.2004 | Guyana                         | 1:0      | Freundschaftsspiel                                | Tunapuna               |                                                        |
| *   | 31.03.2004 | Ägypten                        | 1:2      | Freundschaftsspiel                                | Kairo (ÄGY)            | Erstes Länderspiel gegen Ägypten                       |
| *   | 23.05.2004 | Irak                           | 2:0      | Freundschaftsspiel                                | West Bromwich (ENG)    | Erstes Länderspiel gegen Irak                          |
| *   | 30.05.2004 | Schottland                     | 1:4      | Freundschaftsspiel                                | Edinburgh (SCO)        | Erstes Länderspiel gegen Schottland                    |
| *   | 06.06.2004 | Nordirland                     | 0:3      | Freundschaftsspiel                                | Scarborough            | Erstes Länderspiel gegen Nordirland                    |
| *   | 13.06.2004 | Dominikanische Republik        | 2:0      | Fußball-Weltmeisterschaft 2006/Qualifikation      | Santo Domingo (DOM)    |                                                        |
| *   | 20.06.2004 | Dominikanische Republik        | 4:0      | Fußball-Weltmeisterschaft 2006/Qualifikation      | Marabella              |                                                        |
| *   | 10.07.2004 | Thailand                       | 2:3      | Freundschaftsspiel                                | Bangkok (THA)          | Erstes Länderspiel gegen Thailand                      |
| *   | 14.07.2004 | Südkorea                       | 1:1      | Freundschaftsspiel                                | Seoul (KOR)            | Erstes Länderspiel gegen Südkorea                      |
| *   | 11.08.2004 | Guatemala                      | 1:4      | Freundschaftsspiel                                | Guatemala-Stadt (GUA)  |                                                        |
| *   | 18.08.2004 | St. Vincent und die Grenadinen | 2:0      | Fußball-Weltmeisterschaft 2006 (Qualifikation)    | Kingstown (VIN)        |                                                        |
| *   | 04.09.2004 | St. Kitts und Nevis            | 2:1      | Fußball-Weltmeisterschaft 2006 (Qualifikation)    | Basseterre (SKN)       |                                                        |
| *   | 08.09.2004 | Mexiko                         | 1:3      | Fußball-Weltmeisterschaft 2006 (Qualifikation)    | Port of Spain          |                                                        |
| *   | 10.10.2004 | St. Kitts und Nevis            | 5:1      | Fußball-Weltmeisterschaft 2006 (Qualifikation)    | Marabella              |                                                        |
| *   | 13.10.2004 | Mexiko                         | 0:3      | Fußball-Weltmeisterschaft 2006 (Qualifikation)    | Puebla (MEX)           |                                                        |
| *   | 17.11.2004 | St. Vincent und die Grenadinen | 2:1      | Fußball-Weltmeisterschaft 2006 (Qualifikation)    | Port of Spain          |                                                        |
| *   | 24.11.2004 | Puerto Rico                    | 5:0      | Fußball-Karibikmeisterschaft 2005 (Qualifikation) | Tunapuna               |                                                        |
| *   | 26.11.2004 | Grenada                        | 2:0      | Fußball-Karibikmeisterschaft 2005 (Qualifikation) | Marabella              |                                                        |
| *   | 28.11.2004 | Suriname                       | 1:0      | Fußball-Karibikmeisterschaft 2005 (Qualifikation) | Arima                  |                                                        |
| *   | 12.12.2004 | Britische Jungferninseln       | 4:0      | Fußball-Karibikmeisterschaft 2005 (Qualifikation) | Road Town (VGB)        | Erstes Länderspiel gegen die Britischen Jungferninseln |
| *   | 19.12.2004 | Britische Jungferninseln       | 2:0      | Fußball-Karibikmeisterschaft 2005 (Qualifikation) | Tunapuna               |                                                        |
| *   | 09.01.2005 | St. Vincent und die Grenadinen | 3:1      | Fußball-Karibikmeisterschaft 2005 (Qualifikation) | Marabella              |                                                        |
| *   | 12.01.2005 | Antigua und Barbuda            | 1:2      | Fußball-Weltmeisterschaft 2006 (Qualifikation)    | Port of Spain          |                                                        |
| *   | 16.01.2005 | St. Vincent und die Grenadinen | 0:1      | Fußball-Karibikmeisterschaft 2005 (Qualifikation) | Kingstown (VIN)        |                                                        |
| *   | 21.01.2005 | Aserbaidschan                  | 1:0      | Freundschaftsspiel                                | Port of Spain          | Erstes Länderspiel gegen Aserbaidschan                 |
| *   | 23.01.2005 | Aserbaidschan                  | 2:0      | Freundschaftsspiel                                | Port of Spain          |                                                        |
| *   | 01.02.2005 | Haiti                          | 1:0      | Freundschaftsspiel                                | Port of Spain          |                                                        |
| *   | 03.02.2005 | Haiti                          | 2:1      | Freundschaftsspiel                                | Port of Spain          |                                                        |
| *   | 06.02.2005 | Haiti                          | 0:1      | Freundschaftsspiel                                | Scarborough            |                                                        |
| *   | 09.02.2005 | Vereinigte Staaten             | 1:2      | Fußball-Weltmeisterschaft 2006 (Qualifikation)    | Port of Spain          |                                                        |
| *   | 20.02.2005 | Jamaika                        | 1:2      | Fußball-Karibikmeisterschaft 2005                 | Port of Spain          |                                                        |
| *   | 22.02.2005 | Kuba                           | 1:2      | Fußball-Karibikmeisterschaft 2005                 | Port of Spain          |                                                        |
| *   | 24.02.2005 | Barbados                       | 3:2      | Fußball-Karibikmeisterschaft 2005                 | Port of Spain          |                                                        |
| *   | 26.03.2005 | Guatemala                      | 1:5      | Fußball-Weltmeisterschaft 2006 (Qualifikation)    | Guatemala-Stadt (GUA)  |                                                        |
| *   | 30.03.2005 | Costa Rica                     | 0:0      | Fußball-Weltmeisterschaft 2006 (Qualifikation)    | Port of Spain          |                                                        |
| *   | 25.05.2005 | Bermuda                        | 4:0      | Freundschaftsspiel                                | Port of Spain          |                                                        |
| *   | 27.05.2005 | Bermuda                        | 1:0      | Freundschaftsspiel                                | Marabella              |                                                        |
| *   | 04.06.2005 | Panama                         | 2:0      | Fußball-Weltmeisterschaft 2006 (Qualifikation)    | Port of Spain          |                                                        |
| *   | 08.06.2005 | Mexiko                         | 0:2      | Fußball-Weltmeisterschaft 2006 (Qualifikation)    | Panama-Stadt (PAN)     |                                                        |
| *   | 06.07.2005 | Honduras                       | 1:1      | CONCACAF Gold Cup 2005                            | Miami (USA)            |                                                        |
| *   | 10.07.2005 | Panama                         | 2:2      | CONCACAF Gold Cup 2005                            | Miami (USA)            |                                                        |
| *   | 12.07.2005 | Kolumbien                      | 0:2      | CONCACAF Gold Cup 2005                            | Miami (USA)            |                                                        |
| *   | 17.08.2005 | Vereinigte Staaten             | 0:1      | Fußball-Weltmeisterschaft 2006 (Qualifikation)    | Hartford (USA)         |                                                        |
| *   | 03.09.2005 | Guatemala                      | 3:2      | Fußball-Weltmeisterschaft 2006 (Qualifikation)    | Port of Spain          |                                                        |
| *   | 07.09.2005 | Costa Rica                     | 0:2      | Fußball-Weltmeisterschaft 2006 (Qualifikation)    | San José (CRC)         |                                                        |
| *   | 08.10.2005 | Panama                         | 1:0      | Fußball-Weltmeisterschaft 2006 (Qualifikation)    | Panama-Stadt (PAN)     |                                                        |
| *   | 12.10.2005 | Mexiko                         | 2:1      | Fußball-Weltmeisterschaft 2006 (Qualifikation)    | Port of Spain          |                                                        |
| *   | 12.11.2005 | Bahrain                        | 1:1      | Fußball-Weltmeisterschaft 2006 (Play-off)         | Port of Spain          | Erstes Länderspiel gegen Bahrain                       |
| *   | 16.11.2005 | Bahrain                        | 1:0      | Fußball-Weltmeisterschaft 2006 (Play-off)         | Manama (BHR)           |                                                        |
| *   | 28.02.2006 | Island                         | 2:0      | Freundschaftsspiel                                | London (ENG)           | Erstes Länderspiel gegen Island                        |
| *   | 10.05.2006 | Peru                           | 1:1      | Freundschaftsspiel                                | Port of Spain          |                                                        |
| *   | 27.05.2006 | Wales                          | 1:2      | Freundschaftsspiel                                | Graz (OST)             | Erstes Länderspiel gegen Wales                         |
| *   | 31.05.2006 | Slowenien                      | 1:3      | Freundschaftsspiel                                | Celje (SLW)            | Erstes Länderspiel gegen Slowenien                     |
| *   | 03.06.2006 | Tschechien                     | 0:3      | Freundschaftsspiel                                | Prag (TSC)             | Erstes Länderspiel gegen Tschechische Republik         |
| *   | 10.06.2006 | Schweden                       | 0:0      | Fußball-Weltmeisterschaft 2006                    | Dortmund (DEU)         |                                                        |
| *   | 15.06.2006 | England                        | 0:2      | Fußball-Weltmeisterschaft 2006                    | Nürnberg (DEU)         | Erstes offizielles Länderspiel gegen England           |
| *   | 20.06.2006 | Paraguay                       | 0:2      | Fußball-Weltmeisterschaft 2006                    | Kaiserslautern (DEU)   |                                                        |
| *   | 09.08.2006 | Japan                          | 0:2      | Freundschaftsspiel                                | Tokio (JPN)            | Erstes Länderspiel gegen Japan                         |
| *   | 07.10.2006 | St. Vincent und die Grenadinen | 5:0      | Freundschaftsspiel                                | Port of Spain          |                                                        |
| *   | 11.10.2006 | Panama                         | 2:1      | Freundschaftsspiel                                | Port of Spain          |                                                        |
| *   | 15.11.2006 | Österreich                     | 1:4      | Freundschaftsspiel                                | Wien (OST)             | Erstes Länderspiel gegen Österreich                    |
| *   | 12.01.2007 | Barbados                       | 1:1      | Fußball-Karibikmeisterschaft 2007                 | Port of Spain          |                                                        |
| *   | 15.01.2007 | Martinique                     | 5:1      | Fußball-Karibikmeisterschaft 2007                 | Port of Spain          |                                                        |
| *   | 17.01.2007 | Haiti                          | 3:1      | Fußball-Karibikmeisterschaft 2007                 | Port of Spain          |                                                        |
| *   | 20.01.2007 | Kuba                           | 3:1      | Fußball-Karibikmeisterschaft 2007                 | Port of Spain          |                                                        |
| *   | 23.01.2007 | Haiti                          | 1:2      | Fußball-Karibikmeisterschaft 2007 (finale)        | Port of Spain          |                                                        |
| *   | 31.01.2007 | Panama                         | 1:2      | Freundschaftsspiel                                | Panama-Stadt (PAN)     |                                                        |
| *   | 04.02.2007 | Costa Rica                     | 0:4      | Freundschaftsspiel                                | Alajuela (CRC)         |                                                        |
| *   | 24.03.2007 | Guadeloupe                     | 2:2      | Freundschaftsspiel                                | Le Gosier (GLP)        |                                                        |
| *   | 28.05.2007 | Haiti                          | 1:0      | Freundschaftsspiel                                | Port of Spain          |                                                        |
| *   | 03.06.2007 | Honduras                       | 1:3      | Freundschaftsspiel                                | San Pedro Sula (HON)   |                                                        |
| *   | 07.06.2007 | El Salvador                    | 1:2      | CONCACAF Gold Cup 2007                            | Carson (USA)           |                                                        |
| *   | 09.06.2007 | Vereinigte Staaten             | 0:2      | CONCACAF Gold Cup 2007                            | Carson (USA)           |                                                        |
| *   | 12.06.2007 | Guatemala                      | 1:1      | CONCACAF Gold Cup 2007                            | Foxborough (USA)       |                                                        |
| *   | 17.10.2007 | El Salvador                    | 0:0      | Freundschaftsspiel                                | San Salvador (SLV)     |                                                        |
| *   | 26.01.2008 | Puerto Rico                    | 2:2      | Freundschaftsspiel                                | Bayamón (PUR)          |                                                        |
| *   | 29.01.2008 | Guyana                         | 2:1      | Freundschaftsspiel                                | Couva                  |                                                        |
| *   | 06.02.2008 | Guadeloupe                     | 0:0      | Freundschaftsspiel                                | Port of Spain          |                                                        |
| *   | 19.03.2008 | El Salvador                    | 1:0      | Freundschaftsspiel                                | Tunapuna               |                                                        |
| *   | 26.03.2008 | Jamaika                        | 2:2      | Freundschaftsspiel                                | Kingston (JAM)         |                                                        |
| *   | 27.04.2008 | Grenada                        | 2:0      | Freundschaftsspiel                                | Tunapuna               |                                                        |
| *   | 11.05.2008 | Barbados                       | 3:0      | Freundschaftsspiel                                | Tunapuna               |                                                        |
| *   | 01.06.2008 | England                        | 0:3      | Freundschaftsspiel                                | Port of Spain          |                                                        |
| *   | 07.06.2008 | Jamaika                        | 1:1      | Freundschaftsspiel                                | Tunapuna               |                                                        |
| *   | 15.06.2008 | Bermuda                        | 1:2      | Fußball-Weltmeisterschaft 2010/Qualifikation      | Tunapuna               |                                                        |
| *   | 22.06.2008 | Bermuda                        | 2:0      | Fußball-Weltmeisterschaft 2010/Qualifikation      | Prospect (BER)         |                                                        |
| *   | 08.07.2008 | Guyana                         | 2:0      | Freundschaftsspiel                                | Tunapuna               |                                                        |
| *   | 17.07.2008 | Niederländische Antillen       | 2:0      | Freundschaftsspiel                                | Tunapuna               |                                                        |
| *   | 30.07.2008 | Haiti                          | 2:0      | Freundschaftsspiel                                | Tunapuna               |                                                        |
| *   | 10.08.2008 | Haiti                          | 0:1      | Freundschaftsspiel                                | Port-au-Prince (HAI)   |                                                        |
| *   | 14.08.2008 | El Salvador                    | 3:1      | Freundschaftsspiel                                | Washington, D.C. (USA) |                                                        |
| *   | 20.08.2008 | Kuba                           | 3:1      | Fußball-Weltmeisterschaft 2010/Qualifikation      | Havanna (KUB)          |                                                        |
| *   | 03.09.2008 | Guyana                         | 3:0      | Freundschaftsspiel                                | Port of Spain          |                                                        |
| *   | 06.09.2008 | Guatemala                      | 1:1      | Fußball-Weltmeisterschaft 2010/Qualifikation      | Port of Spain          |                                                        |
| *   | 10.09.2008 | Vereinigte Staaten             | 0:3      | Fußball-Weltmeisterschaft 2010/Qualifikation      | Bridgeview (USA)       |                                                        |
| *   | 08.10.2008 | Dominikanische Republik        | 9:0      | Freundschaftsspiel                                | Port of Spain          |                                                        |
| *   | 11.10.2008 | Guatemala                      | 0:0      | Fußball-Weltmeisterschaft 2010/Qualifikation      | Guatemala-Stadt (GUA)  |                                                        |
| *   | 15.10.2008 | Vereinigte Staaten             | 2:1      | Fußball-Weltmeisterschaft 2010/Qualifikation      | Port of Spain          |                                                        |
| *   | 05.11.2008 | Antigua und Barbuda            | 3:2      | Fußball-Karibikmeisterschaft 2008 (Qualifikation) | Tunapuna               |                                                        |
| *   | 07.11.2008 | St. Kitts und Nevis            | 3:1      | Fußball-Karibikmeisterschaft 2008 (Qualifikation) | Tunapuna               |                                                        |
| *   | 09.11.2008 | Guyana                         | 1:1      | Fußball-Karibikmeisterschaft 2008 (Qualifikation) | Tunapuna               |                                                        |
| *   | 19.11.2008 | Kuba                           | 3:0      | Fußball-Weltmeisterschaft 2010/Qualifikation      | Port of Spain          |                                                        |
| *   | 03.12.2008 | Grenada                        | 1:2      | Fußball-Karibikmeisterschaft 2008                 | Kingston (JAM)         |                                                        |
| *   | 05.12.2008 | Barbados                       | 2:1      | Fußball-Karibikmeisterschaft 2008                 | Montego Bay (JAM)      |                                                        |
| *   | 07.12.2008 | Jamaika                        | 1:1      | Fußball-Karibikmeisterschaft 2008                 | Falmouth (JAM)         |                                                        |
| *   | 11.02.2009 | El Salvador                    | 2:2      | Fußball-Weltmeisterschaft 2010/Qualifikation      | San Salvador (SLV)     |                                                        |
| *   | 18.03.2009 | Panama                         | 1:0      | Freundschaftsspiel                                | Marabella              |                                                        |
| *   | 28.03.2009 | Honduras                       | 1:1      | Fußball-Weltmeisterschaft 2010/Qualifikation      | Port of Spain          |                                                        |
| *   | 01.04.2009 | Vereinigte Staaten             | 0:3      | Fußball-Weltmeisterschaft 2010/Qualifikation      | Nashville (USA)        |                                                        |
| *   | 01.04.2009 | Vereinigte Staaten             | 0:1      | Fußball-Weltmeisterschaft 2010/Qualifikation      | Port of Spain          |                                                        |
| *   | 06.06.2009 | Costa Rica                     | 2:3      | Fußball-Weltmeisterschaft 2010/Qualifikation      | Bacolet                |                                                        |
| *   | 10.06.2009 | Mexiko                         | 1:2      | Fußball-Weltmeisterschaft 2010/Qualifikation      | Mexiko-Stadt (MEX)     |                                                        |
| *   | 12.07.2009 | St. Kitts und Nevis            | 3:2      | Freundschaftsspiel                                | Basseterre (SKN)       |                                                        |
| *   | 12.08.2009 | El Salvador                    | 1:0      | Fußball-Weltmeisterschaft 2010/Qualifikation      | Port of Spain          |                                                        |
| *   | 05.09.2009 | Honduras                       | 1:4      | Fußball-Weltmeisterschaft 2010/Qualifikation      | San Pedro Sula (HON)   |                                                        |
| *   | 10.10.2009 | Costa Rica                     | 0:4      | Fußball-Weltmeisterschaft 2010/Qualifikation      | San José (CRC)         |                                                        |
| *   | 14.10.2009 | Mexiko                         | 2:2      | Fußball-Weltmeisterschaft 2010/Qualifikation      | Port of Spain          |                                                        |

## 2010 bis 2019
| Nr. | Datum      | Gegner                         | Resultat             | Anlass                                                  | Austragungsort        | Bemerkungen                                                 |
| --- | ---------- | ------------------------------ | -------------------- | ------------------------------------------------------- | --------------------- | ----------------------------------------------------------- |
| *   | 05.05.2010 | Chile                          | 0:2                  | Freundschaftsspiel                                      | Iquique (CHI)         | Erstes Länderspiel gegen Chile                              |
| *   | 21.06.2010 | Antigua und Barbuda            | 4:1                  | Freundschaftsspiel                                      | Tunapuna              |                                                             |
| *   | 11.08.2010 | Jamaika                        | 1:3                  | Freundschaftsspiel                                      | Tunapuna              |                                                             |
| *   | 07.09.2010 | Panama                         | 0:3                  | Freundschaftsspiel                                      | Panama-Stadt (PAN)    |                                                             |
| *   | 10.09.2010 | Belize                         | 0:0                  | Freundschaftsspiel                                      | Belmopan (BLZ)        | Erstes Länderspiel gegen Belize                             |
| *   | 19.09.2010 | Antigua und Barbuda            | 1:0                  | Freundschaftsspiel                                      | St. John’s (ATG)      |                                                             |
| *   | 19.09.2010 | St. Lucia                      | 3:0                  | Freundschaftsspiel                                      | St. John’s (ATG)      |                                                             |
| *   | 26.09.2010 | Guyana                         | 1:1                  | Freundschaftsspiel                                      | Providence (GUY)      |                                                             |
| *   | 10.10.2010 | Jamaika                        | 0:1                  | Freundschaftsspiel                                      | Kingston (JAM)        |                                                             |
| *   | 02.11.2010 | St. Vincent und die Grenadinen | 6:2                  | Fußball-Karibikmeisterschaft 2010 (Qualifikation)       | Marabella             |                                                             |
| *   | 04.11.2010 | Guyana                         | 2:1                  | Fußball-Karibikmeisterschaft 2010 (Qualifikation)       | Marabella             |                                                             |
| *   | 06.11.2010 | Haiti                          | 4:0                  | Fußball-Karibikmeisterschaft 2010 (Qualifikation)       | Marabella             |                                                             |
| *   | 17.11.2010 | Uganda                         | :                    | Freundschaftsspiel                                      | ? (UGA)               | Abgebrochenes Spiel                                         |
| *   | 26.11.2010 | Kuba                           | 0:2                  | Fußball-Karibikmeisterschaft 2010                       | Fort-de-France (MTQ)  |                                                             |
| *   | 28.11.2010 | Grenada                        | 0:1                  | Fußball-Karibikmeisterschaft 2010                       | Fort-de-France (MTQ)  |                                                             |
| *   | 30.11.2010 | Martinique                     | 1:0                  | Fußball-Karibikmeisterschaft 2010                       | Fort-de-France (MTQ)  |                                                             |
| *   | 21.08.2011 | Indien                         | 3:0                  | Freundschaftsspiel                                      | Port of Spain         |                                                             |
| *   | 02.09.2011 | Bermuda                        | 1:0                  | Fußball-Weltmeisterschaft 2014/Qualifikation (CONCACAF) | Port of Spain         |                                                             |
| *   | 06.09.2011 | Barbados                       | 2:0                  | Fußball-Weltmeisterschaft 2014/Qualifikation (CONCACAF) | Bridgetown (BRB)      |                                                             |
| *   | 07.10.2011 | Bermuda                        | 1:2                  | Fußball-Weltmeisterschaft 2014/Qualifikation (CONCACAF) | Prospect (BER)        |                                                             |
| *   | 11.10.2011 | Barbados                       | 4:0                  | Fußball-Weltmeisterschaft 2014/Qualifikation (CONCACAF) | Port of Spain         |                                                             |
| *   | 11.11.2011 | Guyana                         | 1:2                  | Fußball-Weltmeisterschaft 2014/Qualifikation (CONCACAF) | Providence (GUY)      |                                                             |
| *   | 15.11.2011 | Guyana                         | 2:0                  | Fußball-Weltmeisterschaft 2014/Qualifikation (CONCACAF) | Port of Spain         |                                                             |
| *   | 22.01.2012 | Finnland                       | 2:3                  | Freundschaftsspiel                                      | Port of Spain         |                                                             |
| *   | 29.02.2012 | Antigua und Barbuda            | 4:0                  | Freundschaftsspiel                                      | North Sound (ATG)     |                                                             |
| *   | 15.08.2012 | Kanada                         | 0:2                  | Freundschaftsspiel                                      | Lauderhill (USA)      |                                                             |
| *   | 10.10.2012 | Französisch-Guayana            | 4:1                  | Fußball-Karibikmeisterschaft 2012 (Qualifikation)       | Basseterre (SKN)      |                                                             |
| *   | 12.10.2012 | St. Kitts und Nevis            | 1:0                  | Fußball-Karibikmeisterschaft 2012 (Qualifikation)       | Basseterre (SKN)      |                                                             |
| *   | 14.10.2012 | Anguilla                       | 10:0                 | Fußball-Karibikmeisterschaft 2012 (Qualifikation)       | Basseterre (SKN)      | Erstes Länderspiel gegen Anguilla                           |
| *   | 14.11.2012 | St. Vincent und die Grenadinen | 1:1                  | Fußball-Karibikmeisterschaft 2012 (Qualifikation)       | Bacolet               |                                                             |
| *   | 16.11.2012 | Suriname                       | 3:0                  | Fußball-Karibikmeisterschaft 2012 (Qualifikation)       | Bacolet               |                                                             |
| *   | 18.11.2012 | Kuba                           | 1:0                  | Fußball-Karibikmeisterschaft 2012 (Qualifikation)       | Bacolet               |                                                             |
| *   | 07.12.2012 | Haiti                          | 0:0                  | Fußball-Karibikmeisterschaft 2012                       | St. John’s (ATG)      |                                                             |
| *   | 09.12.2012 | Antigua und Barbuda            | 0:2                  | Fußball-Karibikmeisterschaft 2012                       | St. John’s (ATG)      |                                                             |
| *   | 11.12.2012 | Dominikanische Republik        | 2:1                  | Fußball-Karibikmeisterschaft 2012                       | St. John’s (ATG)      |                                                             |
| *   | 14.12.2012 | Martinique                     | 1:1 5:4 i. E.        | Fußball-Karibikmeisterschaft 2012                       | St. John’s (ATG)      |                                                             |
| *   | 16.12.2012 | Kuba                           | 0:1                  | Fußball-Karibikmeisterschaft 2012 (Finale)              | North Sound (ATG)     |                                                             |
| *   | 23.03.2013 | Belize                         | 0:0                  | Freundschaftsspiel                                      | Belmopan (BLZ)        |                                                             |
| *   | 26.03.2013 | Peru                           | 0:3                  | Freundschaftsspiel                                      | Lima (PER)            |                                                             |
| *   | 04.06.2013 | Rumänien                       | 0:4                  | Freundschaftsspiel                                      | Bukarest (RUM)        | Erstes Länderspiel gegen Rumänien                           |
| *   | 07.06.2013 | Estland                        | 0:1                  | Freundschaftsspiel                                      | Tallinn (EST)         | Erstes Länderspiel gegen Estland                            |
| *   | 08.07.2013 | El Salvador                    | 2:2                  | CONCACAF Gold Cup 2013                                  | New York (USA)        |                                                             |
| *   | 12.07.2013 | Haiti                          | 0:2                  | CONCACAF Gold Cup 2013                                  | Miami Gardens (USA)   |                                                             |
| *   | 15.07.2013 | Honduras                       | 2:0                  | CONCACAF Gold Cup 2013                                  | Houston (USA)         |                                                             |
| *   | 20.07.2013 | Mexiko                         | 0:1                  | CONCACAF Gold Cup 2013 (Viertelfinale)                  | Atlanta (USA)         |                                                             |
| *   | 05.09.2013 | Vereinigte Arabische Emirate   | 3:3 n. V. 6:7 i. E.  | Freundschaftsspiel                                      | Riad (SAR)            | Erstes Länderspiel gegen die Vereinigten Arabischen Emirate |
| *   | 09.09.2013 | Saudi-Arabien                  | 3:1                  | Freundschaftsspiel                                      | Riad (SAR)            |                                                             |
| *   | 15.10.2013 | Neuseeland                     | 0:0                  | Freundschaftsspiel                                      | Port-of-Spain         | Erstes Länderspiel gegen Neuseeland                         |
| *   | 15.11.2013 | Jamaika                        | 1:0                  | Freundschaftsspiel                                      | Montego Bay (JAM)     |                                                             |
| *   | 19.11.2013 | Jamaika                        | 2:0                  | Freundschaftsspiel                                      | Port of Spain         |                                                             |
| *   | 04.06.2014 | Argentinien                    | 0:3                  | Freundschaftsspiel                                      | La Plata (ARG)        | Erstes Länderspiel gegen Argentinien                        |
| *   | 08.06.2014 | Iran                           | 0:2                  | Freundschaftsspiel                                      | São Paulo (BRA)       | Erstes Länderspiel gegen Iran                               |
| *   | 06.09.2014 | Guadeloupe                     | 1:1                  | Freundschaftsspiel                                      | Bacolet               |                                                             |
| *   | 08.10.2014 | Dominikanische Republik        | 6:1                  | Fußball-Karibikmeisterschaft 2014 (Qualifikation)       | Couva                 |                                                             |
| *   | 10.10.2014 | St. Lucia                      | 2:0                  | Fußball-Karibikmeisterschaft 2014 (Qualifikation)       | Couva                 |                                                             |
| *   | 12.10.2014 | Antigua und Barbuda            | 1:0                  | Fußball-Karibikmeisterschaft 2014 (Qualifikation)       | Couva                 |                                                             |
| *   | 11.11.2014 | Curaçao                        | 3:2                  | Fußball-Karibikmeisterschaft 2014                       | Montego Bay (JAM)     |                                                             |
| *   | 13.11.2014 | Französisch-Guayana            | 4:2                  | Fußball-Karibikmeisterschaft 2014                       | Montego Bay (JAM)     |                                                             |
| *   | 15.11.2014 | Kuba                           | 0:0                  | Fußball-Karibikmeisterschaft 2014                       | Montego Bay (JAM)     |                                                             |
| *   | 18.11.2014 | Jamaika                        | 0:0 n. V., 3:4 i. E. | Fußball-Karibikmeisterschaft 2014 (Finale)              | Montego Bay (JAM)     |                                                             |
| *   | 27.03.2015 | Panama                         | 0:1                  | Freundschaftsspiel                                      | Port of Spain         |                                                             |
| *   | 05.06.2015 | Curaçao                        | 0:1                  | Freundschaftsspiel                                      | Willemstad (CUW)      |                                                             |
| *   | 16.06.2015 | Jordanien                      | 0:3                  | Freundschaftsspiel                                      | Irbid (JOR)           | Erstes Länderspiel gegen Jordanien                          |
| *   | 09.07.2015 | Guatemala                      | 3:1                  | CONCACAF Gold Cup 2015                                  | Chicago (USA)         |                                                             |
| *   | 12.07.2015 | Kuba                           | 2:0                  | CONCACAF Gold Cup 2015                                  | Glendale (USA)        |                                                             |
| *   | 15.07.2015 | Mexiko                         | 4:4                  | CONCACAF Gold Cup 2015                                  | Charlotte (USA)       |                                                             |
| *   | 19.07.2015 | Panama                         | 1:1 n. V., 5:6 i. E. | CONCACAF Gold Cup 2015                                  | East Rutherford (USA) |                                                             |
| *   | 04.09.2015 | Mexiko                         | 3:3                  | Freundschaftsspiel                                      | Sandy (USA)           |                                                             |
| *   | 08.10.2015 | Panama                         | 2:1                  | Freundschaftsspiel                                      | Panama-Stadt (PAN)    |                                                             |
| *   | 13.10.2015 | Nicaragua                      | 0:0                  | Freundschaftsspiel                                      | Port of Spain         |                                                             |
| *   | 13.11.2015 | Guatemala                      | 2:1                  | WM-Qualifikation                                        | Guatemala-Stadt (GTM) |                                                             |
| *   | 17.11.2015 | USA                            | 0:0                  | WM-Qualifikation                                        | Port of Spain         |                                                             |
| *   | 08.01.2016 | Haiti                          | 0:1                  | Copa América Centenario 2016 (Play-off)                 | Panama-Stadt (PAN)    |                                                             |
| *   | 20.03.2016 | Grenada                        | 2:2                  | Freundschaftsspiel                                      | St. George’s (GRN)    |                                                             |
| *   | 25.03.2016 | St. Vincent und die Grenadinen | 3:2                  | WM-Qualifikation                                        | Kingstown (VIN)       |                                                             |
| *   | 29.03.2016 | St. Vincent und die Grenadinen | 6:0                  | WM-Qualifikation                                        | Port of Spain         |                                                             |
| *   | 24.05.2016 | Peru                           | 0:4                  | Freundschaftsspiel                                      | Lima (PER)            |                                                             |
| *   | 27.05.2016 | Uruguay                        | 1:3                  | Freundschaftsspiel                                      | Montevideo (URY)      | Erstes Länderspiel gegen Uruguay                            |
| *   | 03.06.2016 | Volksrepublik China            | 2:4                  | Freundschaftsspiel                                      | Qinhuangdao (CHN)     |                                                             |
| *   | 02.09.2016 | Guatemala                      | 2:2                  | WM-Qualifikation                                        | Port of Spain         |                                                             |
| *   | 06.09.2016 | USA                            | 0:4                  | WM-Qualifikation                                        | Jacksonville (USA)    |                                                             |
| *   | 06.10.2016 | Dominikanische Republik        | 4:0                  | Fußball-Karibikmeisterschaft 2017 (Qualifikation)       | Couva                 |                                                             |
| *   | 11.10.2016 | Martinique                     | 0:2 n. V.            | Fußball-Karibikmeisterschaft 2017 (Qualifikation)       | Fort-de-France (MTQ)  |                                                             |
| *   | 11.11.2016 | Costa Rica                     | 0:2                  | WM-Qualifikation                                        | Port of Spain         |                                                             |
| *   | 15.11.2016 | Honduras                       | 1:3                  | WM-Qualifikation                                        | San Pedro Sula (HON)  |                                                             |
| *   | 27.12.2016 | Nicaragua                      | 1:2                  | Freundschaftsspiel                                      | Managua (NCA)         |                                                             |
| *   | 30.12.2016 | Nicaragua                      | 3:1                  | Freundschaftsspiel                                      | Managua (NCA)         |                                                             |
| *   | 04.01.2017 | Suriname                       | 1:2 n. V.            | Fußball-Karibikmeisterschaft 2017 (Qualifikation)       | Couva                 |                                                             |
| *   | 08.01.2017 | Haiti                          | 3:4 n. V.            | Fußball-Karibikmeisterschaft 2017 (Qualifikation)       | Couva                 |                                                             |
| *   | 10.03.2017 | Barbados                       | 2:0                  | Freundschaftsspiel                                      | Couva                 |                                                             |
| *   | 24.03.2017 | Panama                         | 1:0                  | WM-Qualifikation                                        | Port of Spain         |                                                             |
| *   | 28.03.2017 | Mexiko                         | 0:1                  | WM-Qualifikation                                        | Port of Spain         |                                                             |
| *   | 29.04.2017 | Grenada                        | 2:2                  | Freundschaftsspiel                                      | St. George’s (GRN)    |                                                             |
| *   | 08.06.2017 | USA                            | 0:2                  | WM-Qualifikation                                        | Commerce City (USA)   |                                                             |
| *   | 13.06.2017 | Costa Rica                     | 1:2                  | WM-Qualifikation                                        | San José (CRC)        |                                                             |
| *   | 26.07.2017 | Ecuador                        | 1:3                  | Freundschaftsspiel                                      | Guayaquil (ECU)       | Erstes Länderspiel gegen Ecuador                            |
| *   | 25.08.2017 | Jamaika                        | 1:3                  | Freundschaftsspiel                                      | Port of Spain         |                                                             |
| *   | 01.09.2017 | Honduras                       | 1:2                  | WM-Qualifikation                                        | Couva                 |                                                             |
| *   | 05.09.2017 | Panama                         | 0:3                  | WM-Qualifikation                                        | Panama-Stadt (PAN)    |                                                             |
| *   | 06.10.2017 | Mexiko                         | 1:3                  | WM-Qualifikation                                        | Mexiko-Stadt (MEX)    |                                                             |
| *   | 10.10.2017 | Vereinigte Staaten             | 2:1                  | WM-Qualifikation                                        | Port of Spain         |                                                             |
| *   | 11.11.2017 | Grenada                        | 1:1                  | Freundschaftsspiel                                      | Couva                 |                                                             |
| *   | 14.11.2017 | Guyana                         | 1:1                  | Freundschaftsspiel                                      | Couva                 |                                                             |
| *   | 24.03.2018 | Guadeloupe                     | 1:0                  | Freundschaftsspiel                                      | Les Abymes (GLP)      |                                                             |
| *   | 24.03.2018 | Martinique                     | 0:0                  | Freundschaftsspiel                                      | Fort-de-France (MTQ)  |                                                             |
| *   | 17.04.2018 | Panama                         | 0:1                  | Freundschaftsspiel                                      | Couva                 |                                                             |
| *   | 06.09.2018 | Vereinigte Arabische Emirate   | 2:0                  | Freundschaftsspiel                                      | Girona (SPA)          |                                                             |
| *   | 14.10.2018 | Thailand                       | 0:1                  | Freundschaftsspiel                                      | Suphan Buri (THA)     |                                                             |
| *   | 15.11.2018 | Iran                           | 0:1                  | Freundschaftsspiel                                      | Teheran (IRN)         | Erstes Länderspiel gegen Iran                               |
| *   | 20.03.2019 | Wales                          | 0:1                  | Freundschaftsspiel                                      | Wrexham (WAL)         |                                                             |
| *   | 05.06.2019 | Japan                          | 0:0                  | Freundschaftsspiel                                      | Aichi (JPN)           |                                                             |
| *   | 10.06.2019 | Kanada                         | 0:2                  | Freundschaftsspiel                                      | Fullerton (USA)       |                                                             |
| *   | 18.06.2019 | Panama                         | 0:2                  | CONCACAF Gold Cup 2019                                  | Saint Paul (USA)      |                                                             |
| *   | 22.06.2019 | Vereinigte Staaten             | 0:6                  | CONCACAF Gold Cup 2019                                  | Cleveland (USA)       |                                                             |
| *   | 26.06.2019 | Guyana                         | 1:1                  | CONCACAF Gold Cup 2019                                  | Kansas City (USA)     |                                                             |
| *   | 11.08.2019 | St. Vincent und die Grenadinen | 0:1                  | Freundschaftsspiel                                      | Kingstown (SVG)       |                                                             |
| *   | 06.09.2019 | Martinique                     | 1:1                  | CONCACAF Nations League 2019–21                         | Fort-de-France (MTQ)  |                                                             |
| *   | 09.09.2019 | Martinique                     | 2:2                  | CONCACAF Nations League 2019–21                         | Port of Spain         |                                                             |
| *   | 02.10.2019 | Mexiko                         | 0:2                  | Freundschaftsspiel                                      | Toluca (MEX)          |                                                             |
| *   | 10.10.2019 | Honduras                       | 0:2                  | CONCACAF Nations League 2019–21                         | Port of Spain         |                                                             |
| *   | 14.10.2019 | Venezuela                      | 0:2                  | Freundschaftsspiel                                      | Caracas (VEN)         |                                                             |
| *   | 10.11.2019 | Anguilla                       | 15:0                 | Freundschaftsspiel                                      | Arima                 | Höchster Sieg                                               |
| *   | 14.11.2019 | Ecuador                        | 0:3                  | Freundschaftsspiel                                      | Portoviejo (ECU)      |                                                             |
| *   | 17.11.2019 | Honduras                       | 0:4                  | CONCACAF Nations League 2019–21                         | San Pedro Sula (HON)  |                                                             |

## Seit 2020
| Nr. | Datum      | Gegner                         | Resultat            | Anlass                                       | Austragungsort        | Bemerkungen |
| --- | ---------- | ------------------------------ | ------------------- | -------------------------------------------- | --------------------- | --- |
| *   | 31.01.2021 | Vereinigte Staaten             | 0:7                 | Freundschaftsspiel                           | Orlando (USA)         | |
| *   | 25.03.2021 | Guyana                         | 3:0                 | Fußball-Weltmeisterschaft 2022-Qualifikation | San Cristóbal (DOM)   | |
| *   | 28.03.2021 | Puerto Rico                    | 1:1                 | Fußball-Weltmeisterschaft 2022-Qualifikation | Mayagüez (PUR)        | |
| *   | 05.06.2021 | Bahamas                        | 0:0                 | Fußball-Weltmeisterschaft 2022-Qualifikation | Nassau (BHM)          | Erstes Länderspiel gegen die Bahamas |
| *   | 08.06.2021 | St. Kitts und Nevis            | 2:0                 | Fußball-Weltmeisterschaft 2022-Qualifikation | Santo Domingo (DOM)   | |
| *   | 02.07.2021 | Montserrat                     | 6:1                 | CONCACAF Gold Cup 2021-Qualifikation         | Fort Lauderdale (USA) | Erstes Länderspiel gegen Montserrat |
| *   | 06.07.2021 | Französisch-Guayana            | 1:1 n. V. 8:7 i. E. | CONCACAF Gold Cup 2021-Qualifikation         | Fort Lauderdale (USA) | |
| *   | 11.07.2021 | Mexiko                         | 0:0                 | CONCACAF Gold Cup 2021-Vorrunde              | Arlington (USA)       | |
| *   | 15.07.2021 | El Salvador                    | 0:2                 | CONCACAF Gold Cup 2021-Vorrunde              | Dallas (USA)          | |
| *   | 19.07.2021 | Guatemala                      | 1:1                 | CONCACAF Gold Cup 2021-Vorrunde              | Frisco (USA)          | Am 9. Juli 2021 gab die CONCACAF bekannt, dass Curaçao aufgrund mehrerer COVID-19-Fälle in der Mannschaft nicht am Turnier teilnehmen kann. Als Ersatz wurde Guatemala, die Mannschaft mit der besten Bilanz in der Qualifikation, bestimmt. |
| *   | 21.01.2022 | Bolivien                       | 0:5                 | Freundschaftsspiel                           | Sucre (BOL)           | Erstes Länderspiel gegen Bolivien |
| *   | 25.03.2022 | Barbados                       | 9:0                 | Freundschaftsspiel                           | Port of Spain         | |
| *   | 29.03.2022 | Guyana                         | 1:1                 | Freundschaftsspiel                           | Port of Spain         | |
| *   | 03.06.2022 | Nicaragua                      | 1:2                 | Nations League 2022–2023                     | Managua (NCA)         | |
| *   | 06.06.2022 | Bahamas                        | 1:0                 | Nations League 2022–2023                     | Port of Spain         | |
| *   | 10.06.2022 | St. Vincent und die Grenadinen | 2:0                 | Nations League 2022–2023                     | Arros Vale (SVG)      | |
| *   | 13.06.2022 | St. Vincent und die Grenadinen | 4:1                 | Nations League 2022–2023                     | Port of Spain         | |
| *   | 22.09.2022 | Tadschikistan                  | 1:2                 | King’s Cup 2022                              | Chiang Mai (THA)      | Erstes Länderspiel gegen Tadschikistan |
| *   | 25.09.2022 | Thailand                       | 1:2                 | King’s Cup 2022                              | Chiang Mai (THA)      | |
| *   | 11.03.2023 | Jamaika                        | 1:0                 | Freundschaftsspiel                           | Montego Bay (JAM)     | |
| *   | 14.03.2023 | Jamaika                        | 0:0                 | Freundschaftsspiel                           | Kingston (JAM)        | |
| *   | 24.03.2023 | Bahamas                        | :                   | Nations League 2022–2023                     | ? (BAH)               | |
| *   | 27.03.2023 | Nicaragua                      | :                   | Nations League 2022–2023                     | Port of Spain         | |